# Liste de wargames
La liste de wargames répertorie des jeux vidéo de type wargame, c’est-à-dire des jeux vidéo qui s’inspirent des jeux de guerre sur table, qui se jouent avec des figurines ou des pions que les joueurs déplacent sur un terrain artificiel. Ces wargames ont pour sujet la guerre et leur gameplay se focalise sur des compétences intellectuelles, la stratégie et la tactique, plutôt que sur la vitesse de réaction et la dextérité.
Certains jeux de stratégie au tour par tour ou 4X, comme Reach for the Stars, s’inspirent de jeux de plateau et ont donc initialement été décrit comme des wargames. Dans les sources plus récentes, les spécialistes du genre les distinguent néanmoins des wargames, qui se focalisent sur la guerre, puisque la gestion des ressources et de l’économie y occupe une place importante. Les jeux de stratégie en temps réel sont parfois décrit comme un « nouveau genre de wargame » par certains spécialistes. Ces derniers estiment néanmoins qu’ils ne correspondent pas à la définition initiale d’un wargame, notamment à cause du manque de réalisme avec lequel ils simulent l’aspect opérationnel et stratégique de la guerre. De manière générale, ils ne sont donc pas considérés comme des wargames (mais simplement comme des STR) et ont donc été exclus de cette liste. Tous les jeux se déroulant en temps réel n’ont en revanche pas été exclus, certains étant clairement identifié comme des wargames par les spécialistes du genre. Certains jeux vidéo de simulation, notamment les simulateurs de combat aérien, de sous-marins ou de tanks, ont longtemps été classées dans la catégorie des wargames par les distributeurs qui estiment que les simulateurs sont susceptibles d’attirer le même type de joueurs que les wargames. Certaines listes de wargame, comme celles publiés par le magazine Computer Gaming World, incluent donc des simulateurs. Ces simulateurs ont néanmoins été exclus de cette liste et sont répertoriés dans leurs listes respectives.

## Liste de wargames
| Année | Titre                                                     | Développeur                       | Éditeur                    | Thème                            | Description                                                                                      | Plate-forme (originale — adaptations)                    |
| ----- | --------------------------------------------------------- | --------------------------------- | -------------------------- | -------------------------------- | ------------------------------------------------------------------------------------------------ | -------------------------------------------------------- |
| 1978  | Starfleet Orion                                           | Automated Simulations             | Automated Simulations      | Science-fiction                  | Simule des combats spatiaux                                                                      | PET – Apple II, TRS-80                                   |
| 1978  | Tanktics                                                  | Chris Crawford                    | Chris Crawford             | Seconde Guerre mondiale          | Premier wargame commercialisé sur ordinateur                                                     | PET                                                      |
|       |                                                           |                                   |                            |                                  |                                                                                                  |                                                          |
| 1979  | Invasion Orion                                            | Automated Simulations             | Automated Simulations      | Science-fiction                  | Suite de Starfleet Orion auquel il ajoute un mode solo                                           | PET – Apple II, Atari 8-bit, TRS-80                      |
| 1979  | Legionnaire                                               | Chris Crawford                    | Chris Crawford             | Antiquité                        | Simule des batailles de l’armée romaine,                                                         | PET                                                      |
|       |                                                           |                                   |                            |                                  |                                                                                                  |                                                          |
| 1980  | B-1 Nuclear Bomber                                        | Avalon Hill                       | Avalon Hill                | Guerre froide                    | Simule des missions de bombardements contre Moscou en 1991,                                      | Atari 8-bit, Apple II, Tandy                             |
| 1980  | Computer Air Combat                                       | Charles Merrow, Jack Avery        | Strategic Simulations      | Seconde Guerre mondiale          | Simule des combats aériens,                                                                      | Apple II                                                 |
| 1980  | Computer Ambush                                           | Strategic Simulations             | Strategic Simulations      | Seconde Guerre mondiale          | Simule des combats tactiques dans un village en France,                                          | Apple II – Atari 8-bit, C64, Mac                         |
| 1980  | Computer Bismarck                                         | Strategic Simulations             | Strategic Simulations      | Seconde Guerre mondiale          | Simule la poursuite du cuirassé Bismarck,                                                        | Apple II – TRS-80                                        |
| 1980  | Computer Conflict                                         | Roger Keating, Jim Yarbourgh      | Strategic Simulations      | Guerre froide                    | Simule une guerre en URSS pendant la Guerre froide                                               | Apple II                                                 |
| 1980  | Computer Napoleonics                                      | Strategic Simulations             | Strategic Simulations      | Guerres napoléoniennes           | Premier wargame consacré à la bataille de Waterloo                                               | Apple II                                                 |
| 1980  | Malta Strike                                              | Dave Arneson                      | Discovery Games            | Seconde Guerre mondiale          | Simulation de combats tactiques sur le théâtre méditerranéen                                     | Apple II, TRS-80                                         |
| 1980  | Midway Campaign                                           | Avalon Hill                       | Avalon Hill                | Seconde Guerre mondiale          | Simule la bataille de Midway                                                                     | Apple II, PET, TRS-80 – Atari 8-bit                      |
| 1980  | Migs and Messerschmitts                                   | Dave Wesley, Ross Maker           | Discovery Games            | Seconde Guerre mondiale          | Simule des combats tactiques sur le front de l'Est                                               | Apple II, TRS-80                                         |
| 1980  | North Atlantic Convoy Raider                              | Avalon Hill                       | Avalon Hill                | Seconde Guerre mondiale          | Simule la poursuite du cuirassé Bismarck,                                                        | Apple II, PET, TRS-80 – Atari 8-bit, C64                 |
| 1980  | Nukewar                                                   | Avalon Hill                       | Avalon Hill                | Guerre froide                    | Simule une course à l'armement entre deux pays                                                   | Apple II, PET, TRS-80 – Atari 8-bit, C64                 |
| 1980  | RAF: Battle of Britain                                    | Dave Wesley, Dave Arneson         | Discovery Games            | Seconde Guerre mondiale          | Simulation de combat aérien pendant la bataille d’Angleterre                                     | Apple II, TRS-80                                         |
|       |                                                           |                                   |                            |                                  |                                                                                                  |                                                          |
| 1981  | Battle of Shiloh, The                                     | Chuck Kroegel, David Landrey      | Strategic Simulations      | Guerre de Sécession              | Simule la bataille de Shiloh,                                                                    | Apple II – Atari 8-bit, TRS-80                           |
| 1981  | Conflict 2500                                             | Avalon Hill                       | Avalon Hill                | Science-fiction                  | Simule des combats dans l’espace                                                                 | Atari 8-bit                                              |
| 1981  | Eastern Front                                             | Chris Crawford                    | APX                        | Seconde Guerre mondiale          | Simule l’opération Barbarossa                                                                    | Atari 8-bit                                              |
| 1981  | Guns of Fort Defiance                                     | Avalon Hill                       | Avalon Hill                | Guerre de Sécession              | Simule des combats de la guerre de Sécession                                                     | Atari 8-bit, Apple II, Tandy, PET                        |
| 1981  | Napoleon's Campaigns: 1813 and 1815                       | Paul Murray                       | Strategic Simulations      | Guerres napoléoniennes           | Simule des batailles des guerres napoléoniennes,                                                 | Apple II                                                 |
| 1981  | Operation Apocalypse                                      | Roger Keating                     | Strategic Simulations      | Seconde Guerre mondiale          | Simule le débarquement de Normandie                                                              | Apple II                                                 |
| 1981  | Shattered Alliance, The                                   | Strategic Simulations             | Strategic Simulations      | Antiquité et fantasy             | Simule sept batailles historiques ou fictives,                                                   | Apple II – Atari 8-bit                                   |
| 1981  | Southern Command                                          | Roger Keating                     | Strategic Simulations      | Guerre du Kippour                | Simule la guerre du Kippour,                                                                     | Apple II                                                 |
| 1981  | Tanktics                                                  | Chris Crawford                    | Avalon Hill                | Seconde Guerre mondiale          | Simule des combats de tanks,                                                                     | TRS-80, Atari 8-bit, Apple II                            |
| 1981  | Tigers in the Snow                                        | Chuck Kroegel, David Landrey      | Strategic Simulations      | Seconde Guerre mondiale          | Simule la bataille des Ardennes,                                                                 | Apple II – Atari 8-bit, C64, PC                          |
| 1981  | Torpedo Fire                                              | Strategic Simulations             | Strategic Simulations      | Seconde Guerre mondiale          | Simule l’attaque d’un convoi de navires par un sous-marin ,                                      | Apple II                                                 |
| 1981  | Warp Factor                                               | Paul Murray                       | Strategic Simulations      | Science-fiction                  | Simule des combats dans l’espace                                                                 | Apple II – PC                                            |
|       |                                                           |                                   |                            |                                  |                                                                                                  |                                                          |
| 1982  | Andromeda Conquest                                        | David Peterson                    | Avalon Hill                | Science-fiction                  | Simule un conflit galactique                                                                     | Apple II, Atari 8-bit, C64, PC, TRS-80                   |
| 1982  | Armor Assault                                             | John Weber                        | Epyx                       | Guerre froide                    | Simule des combats tactiques de blindés                                                          | Atari 8-bit                                              |
| 1982  | Battle for Normandy                                       | Chuck Kroegel, David Landrey      | Strategic Simulations      | Seconde Guerre mondiale          | Simule le débarquement de Normandie,                                                             | Apple II, Atari 8-bit, C64, PC                           |
| 1982  | Bomb Alley                                                | Gary Grigsby                      | Strategic Simulations      | Seconde Guerre mondiale          | Simule la campagne de Méditerranée,                                                              | Apple II                                                 |
| 1982  | Cosmic Balance, The                                       | Paul Murray                       | Strategic Simulations      | Science-fiction                  | Simule des combats spatiaux                                                                      | Apple II – Atari 8-bit, C64                              |
| 1982  | Cytron Masters                                            | Dan Bunten                        | Strategic Simulations      | Science-fiction                  | Un des précurseurs des jeux de stratégie en temps réel                                           | Apple II – Atari 8-bit                                   |
| 1982  | Dnieper River Line                                        | Bruce Ketchledge                  | Avalon Hill                | Seconde Guerre mondiale          | Simule des combats sur le front de l'Est,                                                        | Atari 8-bit, Apple II, PET, TRS-80                       |
| 1982  | Flying Tigers                                             | David Weseley                     | Discovery Games            | Seconde Guerre mondiale          | Simule les combats aériens de la guerre du Pacifique,                                            | Apple II, Atari 8-bit                                    |
| 1982  | Galactic Gladiators                                       | Tom Reamy                         | Strategic Simulations      | Science-fiction                  | Simule des combats tactiques futuristes                                                          | Apple II – Atari 8-bit, C64, IBM PC                      |
| 1982  | Germany 1985                                              | Roger Keating                     | Strategic Simulations      | Guerre froide                    | Simule une Troisième Guerre mondiale hypothétique,                                               | Apple II, C64                                            |
| 1982  | Guadacanal Campaign                                       | Gary Grigsby                      | Strategic Simulations      | Seconde Guerre mondiale          | Simule la campagne des îles Salomon,                                                             | Apple II                                                 |
| 1982  | Legionnaire                                               | Chris Crawford                    | Avalon Hill                | Antiquité                        | Simule des batailles de l’armée romaine,                                                         | Atari 8-bit                                              |
| 1982  | Old Ironsides                                             | Jack Rice, Richard Hefter         | Xerox Education            | Historique                       | Simule des combats navals                                                                        | Atari 8-bit                                              |
| 1982  | Pursuit of the Graf Spee                                  | Strategic Simulations             | Strategic Simulations      | Seconde Guerre mondiale          | Simule la poursuite de l’Admiral Graf Spee,                                                      | Apple II                                                 |
| 1982  | Road of Gettysburg, The                                   | Paul Murray                       | Strategic Simulations      | Guerre de Sécession              | Simule la bataille de Gettysburg,                                                                | Apple II                                                 |
| 1982  | VC                                                        | Britt Monk                        | Avalon Hill                | Guerre du Viêt Nam               | Simule la guerre du Viêt Nam,                                                                    | Apple II                                                 |
|       |                                                           |                                   |                            |                                  |                                                                                                  |                                                          |
| 1983  | Battle 1917                                               | Mark Lucas                        | Cases Computer Simulations | Première Guerre mondiale         | Simule un combat de la Première Guerre mondiale                                                  | ZX Spectrum                                              |
| 1983  | Broadsides                                                | Wayne Gavris                      | Strategic Simulations      | Guerres napoléoniennes           | Simule des combats navals                                                                        | Apple II, Atari 8-bit, C64                               |
| 1983  | Carrier Force                                             | Gary Grigsby                      | Strategic Simulations      | Seconde Guerre mondiale          | Simule des combats de porte-avions dans le pacifique,                                            | Apple II, Atari 8-bit, C64                               |
| 1983  | Close Assault                                             | Gary Bedrosian                    | Avalon Hill                | Seconde Guerre mondiale          | Simule des combats tactique d’infanterie                                                         | Atari 8-bit, Apple II                                    |
| 1983  | Combat Leader                                             | David Hille                       | Strategic Simulations      | Seconde Guerre mondiale          | Simule des combats tactiques d’engins mécanisée,                                                 | Atari 8-bit, C64                                         |
| 1983  | Confrontation                                             | Robert T. Smith                   | M. C. Lothlorien           | Époque moderne                   | Simule des batailles du XXe siècle                                                               | ZX Spectrum                                              |
| 1983  | Eagles                                                    | Robert Raymond                    | Strategic Simulations      | Première Guerre mondiale         | Simule des combats aériens entre des avions de chasse,                                           | Apple II, Atari 8-bit, C64                               |
| 1983  | Excalibur                                                 | Chris Crawford                    | APX                        | Médiéval                         | Simule la réunification de la Grande-Bretagne                                                    | Atari 8-bit                                              |
| 1983  | Fall Gelb                                                 | Les Howie                         | Simulations Canada         | Seconde Guerre mondiale          | Simule la chute de la France pendant l’été 1940                                                  | Apple II, Atari ST, C64, PC                              |
| 1983  | Fighter Command                                           | Charles Merrow, Jack Avery        | Strategic Simulations      | Seconde Guerre mondiale          | Simule la bataille d'Angleterre,                                                                 | Apple II, C64                                            |
| 1983  | Grey Seas, Grey Skies                                     | W.J. Nichols                      | Simulations Canada         | Époque moderne                   | Simule des combats navals tactiques                                                              | Apple II, C64                                            |
| 1983  | Knights of The Desert                                     | Tactical Design Group             | Strategic Simulations      | Seconde Guerre mondiale          | Simule la campagne d’Égypte et de Libye de 1941-1943,                                            | Apple II, Atari 8-bit, C64, PC                           |
| 1983  | Lafayette Escadrille                                      | David Weseley                     | Discovery Games            | Première Guerre mondiale         | Simulation de combat aérien                                                                      | TRS-80                                                   |
| 1983  | NATO Commander                                            | Sid Meier                         | MicroProse                 | Guerre froide                    | Simule un conflit hypothétique entre l'OTAN et l'URSS                                            | Atari 8-bit - Apple II, C64                              |
| 1983  | North Atlantic '86                                        | Gary Grigsby                      | Strategic Simulations      | Guerre froide                    | Simule un conflit hypothétique entre l'OTAN et l'URSS,                                           | Apple II, Mac                                            |
| 1983  | Operation Whirlwind                                       | Roger Damon                       | Brøderbund Software        | Seconde Guerre mondiale          | Simule des combats urbains tactiques                                                             | Atari 8-bit                                              |
| 1983  | Panzer War                                                | George Schwenk                    | Winderest Software         | Seconde Guerre mondiale          | (?)                                                                                              | Atari 8-bit                                              |
| 1983  | Paris in Danger                                           | John Bell                         | Avalon Hill                | Guerres napoléoniennes           | Simule la campagne de défense de Paris en 1814                                                   | Atari 8-bit                                              |
| 1983  | Parthian Kings                                            | David Bradley                     | Avalon Hill                | Fantasy                          | Simulation de guerre dans un univers médiéval-fantastique                                        | Apple II                                                 |
| 1983  | RDF 1985                                                  | Roger Keating                     | Strategic Simulations      | Guerre froide                    | Simule une Troisième Guerre mondiale hypothétique,                                               | Apple II, C64                                            |
| 1983  | Rock of Stalingrad, The                                   | Stephen Newburg                   | Benchmark Software         | Seconde Guerre mondiale          | Simule la bataille de Stalingrad                                                                 | Apple II                                                 |
| 1983  | Stonkers                                                  | John Gibson                       | Imagine Software           |                                  | Simule un conflit en temps réel                                                                  | ZX Spectrum                                              |
| 1983  | TAC                                                       | Ralph Bosson                      | Avalon Hill                | Seconde Guerre mondiale          | Simule des combats tactiques                                                                     | Atari 800, Apple II, C64, PC                             |
| 1983  | Tank Platoon                                              | (?)                               | Dataworks                  | (?)                              | Simulation de combats tactiques                                                                  | Apple II                                                 |
| 1983  | War 70                                                    | Mike Wheeler                      | Cases Computer Simulations | Guerres napoléoniennes           | Simule une campagne des guerres napoléoniennes                                                   | ZX Spectrum                                              |
|       |                                                           |                                   |                            |                                  |                                                                                                  |                                                          |
| 1984  | 50 Mission Crush                                          | John Gray                         | Strategic Simulations      | Seconde Guerre mondiale          | Simule la carrière de l'équipage d'un Boeing B-17 Flying Fortress                                | Apple II, Atari 8-bit, C64 – IBM PC                      |
| 1984  | After Pearl                                               | George Schwenk                    | SuperWare                  | Seconde Guerre mondiale          | Simule la guerre du Pacifique                                                                    | Atari 8-bit                                              |
| 1984  | Ancient Art of War, The                                   | Evryware                          | Brøderbund Software        | Divers                           | Simule des batailles historiques et fictives,                                                    | Apple II, PC, Mac                                        |
| 1984  | Baltic 1985                                               | Roger Keating                     | Strategic Simulations      | Guerre froide                    | Simule une Troisième Guerre mondiale hypothétique                                                | Apple II, C64                                            |
| 1984  | Battle For Midway, The                                    | Personal Software Services        | Personal Software Services | Seconde Guerre mondiale          | Simule la bataille de Midway                                                                     | C64, ZX Spectrum, MSX, Amstrad CPC                       |
| 1984  | Breakthrough in the Ardennes                              | Chuck Kroegel, David Landrey      | Strategic Simulations      | Seconde Guerre mondiale          | Simule la bataille des Ardennes,                                                                 | Apple II, Atari 8-bit, C64, PC                           |
| 1984  | Carriers at War                                           | Strategic Studies Group           | Strategic Studies Group    | Seconde Guerre mondiale          | Simule des combats de porte-avions dans le pacifique,                                            | Apple II, C64, PC                                        |
| 1984  | Clear for Action                                          | Michael Stradley                  | Avalon Hill                | Guerres napoléoniennes           | Simule des combats navals                                                                        | Atari 8-bit                                              |
| 1984  | Computer Diplomacy                                        | Ron Sutherland                    | Avalon Hill                | Première Guerre mondiale         | Adaptation du jeu de société Diplomatie                                                          | Atari 8-bit                                              |
| 1984  | Dreadnoughts                                              | Thomas Dowell                     | Avalon Hill                | Seconde Guerre mondiale          | Simule la poursuite du cuirassé Bismarck                                                         | C64, Apple II, PC                                        |
| 1984  | Field of Fire                                             | Roger Damon                       | Strategic Simulations      | Seconde Guerre mondiale          | Simule des combats tactiques sur le front de l’ouest,                                            | Apple II, Atari 8-bit,Atari ST, C64, PC                  |
| 1984  | Fifth Eskadra                                             |                                   | Simulations Canada         | Époque moderne                   | Simule des combats navals dans la mer Méditerranée                                               | Apple II, C64                                            |
| 1984  | Gulf Strike                                               | Winchell Chung, Mark Herman       | Avalon Hill                | Guerre froide                    | Simule une invasion hypothétique de l'Iran par les soviétiques                                   | Atari 8-bit                                              |
| 1984  | Napoleon at Waterloo                                      | Steve krenek                      | Krentek Software           | Guerres napoléoniennes           | Simule la bataille de Waterloo                                                                   | Atari 8-bit, C64                                         |
| 1984  | Objective: Kursk                                          | Gary Grigsby                      | Strategic Simulations      | Seconde Guerre mondiale          | Simule la plus grande bataille de tanks de la Seconde Guerre mondiale,                           | Apple II, Atari 8-bit, C64                               |
| 1984  | Objective: Kursk                                          | Mark Sommerlott                   | DKG                        | Seconde Guerre mondiale          | Simule la plus grande bataille de tanks de la Seconde Guerre mondiale                            | Atari 8-bit, C64                                         |
| 1984  | Panzer-Jagd                                               | Richard W. Scorupsk               | Avalon Hill                | Seconde Guerre mondiale          | Simule des combats tactiques de véhicules blindés                                                | Atari 8-bit, C64                                         |
| 1984  | Reforger '88                                              | Gary Grigsby                      | Strategic Simulations      | Guerre froide                    | Simule un conflit hypothétique entre l'OTAN et l'URSS en 1988,                                   | Apple II, Atari 8-bit                                    |
| 1984  | Rome and the Barbarians                                   | Steve Krenek                      | Krentek Software           | Antiquité                        | Simulation de l’Empire romain                                                                    | Atari 8-bit, C64                                         |
| 1984  | Sieg in Afrika                                            | (?)                               | Simulations Canada         | Seconde Guerre mondiale          | Simule la campagne d’Afrique du nord entre 1940 et 1943                                          | Apple II, C64                                            |
| 1984  | Under Southern Skies                                      | Owen P. Hall                      | Avalon Hill                | Seconde Guerre mondiale          | Simule la poursuite de l’Admiral Graf Spee                                                       | Apple II                                                 |
| 1984  | War in Russia                                             | Gary Grigsby                      | Strategic Simulations      | Seconde Guerre mondiale          | Simule l'opération Barbarossa,                                                                   | Apple II, Atari 8-bit                                    |
|       |                                                           |                                   |                            |                                  |                                                                                                  |                                                          |
| 1985  | At the Gates of Moscow                                    | David Heath                       | SGP                        | Seconde Guerre mondiale          | Simule la bataille de Moscou                                                                     | Apple II, Atari 8-bit, C64                               |
| 1985  | Arnhem: The Market-Garden Operation                       | Robert T. Smith                   | Cases Computer Simulations | Seconde Guerre mondiale          | Simule l’opération Market Garden                                                                 | Amiga, PC, Amstrad CPC, C64, ZX Spectrum                 |
| 1985  | Austerlitz                                                | Ken Wright                        | M. C. Lothlorien           | Guerres napoléoniennes           | Simule la bataille d'Austerlitz                                                                  | ZX Spectrum                                              |
| 1985  | Battallion Commander                                      | David Hille                       | Strategic Simulations      | Guerre froide                    | Simule une guerre entre les États-Unis, l'Union soviétique et la Chine,                          | Apple II, Atari 8-bit, C64                               |
| 1985  | Battle of Antietam                                        | Chuck Kroegel, David Landrey      | Strategic Simulations      | Guerre de Sécession              | Simule la bataille d'Antietam                                                                    | Apple II, Atari 8-bit, C64, PC                           |
| 1985  | Battle of Chickamauga, The                                | Worlds to Conquer                 | Game Designers' Workshop   | Guerre de Sécession              | Simule la bataille de Chickamauga                                                                | Atari 8-bit                                              |
| 1985  | Battles of the Atlantic                                   | Les Howie                         | Simulations Canada         | Seconde Guerre mondiale          | Simule la bataille de l'Atlantique                                                               | Apple II, Atari ST, PC                                   |
| 1985  | Bulge: Battle for Antwerp, The                            | David et Colin Gordon             | M. C. Lothlorien           | Seconde Guerre mondiale          | Simule la bataille des Ardennes                                                                  | ZX Spectrum                                              |
| 1985  | By Fire and Sword                                         | Avalon Hill                       | Avalon Hill                | Médiéval                         | Simulation de guerre se déroulant au Moyen Âge                                                   | PC                                                       |
| 1985  | Clash of Wills                                            | Marc Summerlott                   | DKG                        | Seconde Guerre mondiale          | Simule le théâtre européen de la Seconde Guerre mondiale                                         | Atari 8-bit, C64                                         |
| 1985  | Crusade in Europe                                         | Sid Meier, Ed Bever               | MicroProse                 | Seconde Guerre mondiale          | Simule des combats sur le front de l’ouest,                                                      | Apple II, C64, PC                                        |
| 1985  | Decision in the Desert                                    | Sid Meier, Ed Bever               | MicroProse                 | Seconde Guerre mondiale          | Simule la campagne du désert,                                                                    | Apple II, C64, PC                                        |
| 1985  | Desert Rats                                               | Robert T. Smith                   | Cases Computer Simulations | Seconde Guerre mondiale          | Simule la guerre du désert                                                                       | PC, ZX Spectrum, Amstrad CPC                             |
| 1985  | Europe Ablaze                                             | Strategic Studies Group           | Strategic Studies Group    | Seconde Guerre mondiale          | Simule la bataille d'Angleterre et les bombardements contre l’Allemagne                          | Apple II, C64                                            |
| 1985  | Falklands '82                                             | John Bethell                      | Personal Software Services | Époque moderne                   | Simule la guerre des Malouines,                                                                  | C64, ZX Spectrum                                         |
| 1985  | Golan Front                                               |                                   | Simulations Canada         | Guerre du Kippour                |                                                                                                  | Apple II, C64                                            |
| 1985  | Iwo Jima                                                  | John Bethell                      | Personal Software Services | Seconde Guerre mondiale          | Simule la bataille d'Iwo Jima                                                                    | C64, ZX Spectrum                                         |
| 1985  | Jagdstaffel                                               | David Weseley                     | Discovery Games            | Seconde Guerre mondiale          | Simule des combats aériens en Europe                                                             | Apple II, Atari 8-bit                                    |
| 1985  | Kampfgruppe                                               | Gary Grigsby                      | Strategic Simulations      | Seconde Guerre mondiale          | Simule des combats tactiques sur le front de l'Est,                                              | Apple II, Atari 8-bit, C64, PC, Amiga                    |
| 1985  | Mech Brigade                                              | Gary Grigsby                      | Strategic Simulations      | Guerre froide                    | Simule un conflit hypothétique entre l'OTAN et l'URSS,                                           | Apple II, Atari 8-bit, C64, PC                           |
| 1985  | Nam                                                       | Roger Damon, Jeffrey Johnson      | Strategic Simulations      | Guerre du Viêt Nam               | Simule des affrontements de la guerre du Viêt Nam,                                               | Apple II, Atari 8-bit, C64                               |
| 1985  | Norway 1985                                               | Roger Keating                     | Strategic Simulations      | Guerre froide                    | Simule la campagne de Norvège d'une Troisième Guerre mondiale hypothétique                       | Apple II, C64                                            |
| 1985  | Operation Market Garden                                   | Chuck Kroegel, David Landrey      | Strategic Simulations      | Seconde Guerre mondiale          | Simule l'opération Market Garden                                                                 | Apple II, Atari 8-bit, C64, PC                           |
| 1985  | Panzer Grenadier                                          | Roger Damon                       | Strategic Simulations      | Seconde Guerre mondiale          | Simule des combats tactiques de véhicules blindés sur le front de l'Est                          | Apple II, Atari 8-bit, C64                               |
| 1985  | Ram                                                       | Steve Estvanik                    | Avalon Hill                | Antiquité                        | Simule des combats navals entre trirèmes                                                         | PC                                                       |
| 1985  | Rommel: Battles for Tobruk                                | Frank Chadwick                    | Game Designers' Workshop   | Seconde Guerre mondiale          | Simule des combats dans le désert,                                                               | Apple II, Atari 8-bit, C64                               |
| 1985  | Six-Gun Shootout                                          | Jeffrey Johnson                   | Strategic Simulations      | Conquête de l’Ouest              | Simule des combats célèbres de la conquête de l’Ouest,                                           | Apple II, Atari 8-bit, C64                               |
| 1985  | Tsushima                                                  | Kiya Overseas Industry            | Avalon Hill                | Guerre russo-japonaise           | Simule la bataille de Tsushima                                                                   | Apple II, C64                                            |
| 1985  | U.S.A.A.F.                                                | Gary Grigsby                      | Strategic Simulations      | Seconde Guerre mondiale          | Simule les bombardements de l'Allemagne entre 1943 et 1945                                       | Apple II, Atari 8-bit, C64                               |
| 1985  | Under Fire                                                | Ralph Bosson                      | Avalon Hill                | Seconde Guerre mondiale          | Simule des combats tactiques                                                                     | Atari 8-bit, Apple II, C64, PC                           |
| 1985  | Waterloo                                                  | Ken Wright                        | M. C. Lothlorien           | Guerres napoléoniennes           | Simule la bataille d'Waterloo                                                                    | ZX Spectrum                                              |
| 1985  | Wings of War                                              | Charles Merrow, Jack Avery        | Strategic Simulations      | Seconde Guerre mondiale          | Simule des combats aériens                                                                       | C64                                                      |
|       |                                                           |                                   |                            |                                  |                                                                                                  |                                                          |
| 1986  | Battlefront                                               | Strategic Studies Group           | Strategic Studies Group    | Seconde Guerre mondiale          | Simule quatre bataille de la Seconde Guerre mondiale                                             | Apple II, C64                                            |
| 1986  | BattleGroup                                               | Gary Grigsby                      | Strategic Simulations      | Seconde Guerre mondiale          | Suite de Kampfgruppe                                                                             | Apple II, C64, PC                                        |
| 1986  | Battle Stations                                           | ML Samford, WP Worzel             | TimeLine                   | Seconde Guerre mondiale          | [ A 14 ]                                                                                         | Mac                                                      |
| 1986  | Conflict in Vietnam                                       | Sid Meier, Ed Bever               | MicroProse                 | Guerre du Viêt Nam               | Simule la guerre du Viêt Nam                                                                     | Apple II, Atari 8-bit, C64, PC                           |
| 1986  | Gettysburg: The Turning Point                             | Chuck Kroegel, David Landrey      | Strategic Simulations      | Guerre de Sécession              | Simule la bataille de Gettysburg,                                                                | Apple II, Atari 8-bit, C64, PC , Amiga                   |
| 1986  | Kampfgruppe Scenario Disk 1                               | Gary Grigsby                      | Strategic Simulations      | Seconde Guerre mondiale          | Cinq scénario pour Kampfgruppe                                                                   | Atari 8-bit, C64                                         |
| 1986  | Gallipoli                                                 | Audrey et Owen Bishop             | Cases Computer Simulations | Première Guerre mondiale         | Simule la bataille des Dardanelles                                                               | ZX Spectrum                                              |
| 1986  | Great War 1914                                            | Marc Summerlott                   | DKG                        | Première Guerre mondiale         | Simule le début du conflit                                                                       | Atari 8-bit, C64                                         |
| 1986  | Kursk Campaign                                            | Stephen St. John                  | Simulations Canada         | Seconde Guerre mondiale          | Simulation de la plus grande bataille de tanks de la guerre                                      | Amiga, Atari ST, PC                                      |
| 1986  | Napoleon at War                                           | Ken Wright                        | Cases Computer Simulations | Guerres napoléoniennes           | Simule la bataille d'Eylau                                                                       | ZX Spectrum                                              |
| 1986  | Ogre                                                      | Steve Jackson, Steve Meuse        | Origin Systems             | Science-fiction                  | Simule une guerre contre un char d'assaut futuriste                                              | Apple II, Atari 8-bit, C64, IBM PC, Amiga, Atari ST, Mac |
| 1986  | Operation Overlord                                        | Stephen St. John                  | Simulations Canada         | Seconde Guerre mondiale          | Simule l’invasion de l’Europe après le débarquement en Normandie                                 | Apple II, Atari ST, PC                                   |
| 1986  | Prelude to Jutland                                        | Owen P. Hall                      | General Quarters           | Première Guerre mondiale         | Simule la bataille du Jutland et son prélude                                                     | Apple II, PC                                             |
| 1986  | Roadwar 2000                                              | Westwood Associates               | Strategic Simulations      | Post-apocalyptique               | Simulation post-apocalyptique qui combine jeu de rôle et stratégie                               | Apple II, C64, PC , Atari ST, Amiga                      |
| 1986  | Rommel at Gazala                                          | Stephen St. John                  | Simulations Canada         | Seconde Guerre mondiale          | Simule la bataille de Tobrouk                                                                    | Apple II, Atari ST, PC                                   |
| 1986  | Seventh Fleet                                             |                                   | Simulations Canada         | Seconde Guerre mondiale          | Simule des combats navals dans le pacifique                                                      | Apple II, C64                                            |
| 1986  | Surrender at Stalingrad                                   |                                   | DKG                        | Seconde Guerre mondiale          | Simule l’offensive sur le front de l'Est                                                         | Atari 8-bit                                              |
| 1986  | Swords of Bane                                            | Astros Production                 | Cases Computer Simulations | Fantasy                          |                                                                                                  | ZX Spectrum                                              |
| 1986  | Theatre Europe                                            | Ian Steels                        | Datasoft                   | Guerre froide                    | Simule une confrontation entre les États-Unis et l’URSS en Europe centrale                       | Apple II, Atari 8-bit, C64                               |
| 1986  | Vulcan                                                    | Robert T. Smith                   | Cases Computer Simulations | Seconde Guerre mondiale          | Simule la campagne de Tunisie                                                                    | ZX Spectrum, Amstrad CPC, Amiga, Atari ST                |
| 1986  | War in the South Pacific                                  | Gary Grigsby                      | Strategic Simulations      | Seconde Guerre mondiale          | Simule la guerre du Pacifique                                                                    | Apple II, C64                                            |
| 1986  | Wargame Construction Set                                  | Roger Damon                       | Strategic Simulations      | Divers                           | Un programme permettant de créer des scénarios de jeu de guerres                                 | Atari 8-bit, C64, PC , Atari ST                          |
| 1986  | Warship                                                   | Gary Grigsby                      | Strategic Simulations      | Seconde Guerre mondiale          | Simule la guerre du Pacifique,                                                                   | Apple II, Atari 8-bit, Atari ST, C64, PC                 |
| 1986  | Wooden Ships and Iron Men                                 | Craig Taylor, Jim jacob           | Avalon Hill                |                                  | Adaptation du jeu de société éponyme                                                             | C64                                                      |
|       |                                                           |                                   |                            |                                  |                                                                                                  |                                                          |
| 1987  | Ancient Art of War at Sea, The                            | Evryware                          | Brøderbund Software        | Historique                       | Suite de The Ancient Art of War. Simule des batailles navales                                    | Apple II, PC, Mac                                        |
| 1987  | B-24                                                      | John Gray                         | Strategic Simulations      | Seconde Guerre mondiale          | Simule des opérations de bombardement                                                            | Apple II, C64, PC , Atari ST                             |
| 1987  | Battle Cruiser                                            | Gary Grigsby                      | Strategic Simulations      | Seconde Guerre mondiale          | Suite de Warship                                                                                 | Apple II, Atari 8-bit,C64                                |
| 1987  | Battle of Britain                                         | Personal Software Services        | Personal Software Services | Seconde Guerre mondiale          | Simule la bataille d'Angleterre                                                                  | C64, ZX Spectrum, Amstrad CPC                            |
| 1987  | Battlefield Germany                                       | Personal Software Services        | Personal Software Services | Guerre froide                    | Simule un conflit hypothétique entre l'OTAN et l'URSS en Allemagne                               | C64, ZX Spectrum, Amstrad CPC                            |
| 1987  | Battleground                                              | (?)                               | MVP Software               | Seconde Guerre mondiale          | Simule des combats tactiques sur le front de l’Ouest                                             | PC                                                       |
| 1987  | Battles in Normandy                                       | Strategic Studies Group           | Strategic Studies Group    | Seconde Guerre mondiale          | Simule la bataille de Normandie                                                                  | Apple II, C64                                            |
| 1987  | Bismarck                                                  | Personal Software Services        | Mirrorsoft                 | Seconde Guerre mondiale          | Simule la dernière bataille du cuirassé Bismarck dans l’océan Atlantique                         | C64, ZX Spectrum, Amiga, Apple II, Atari ST, Atari 8-bit |
| 1987  | Bismarck: The North Sea Chase                             | Anthony Stoddart                  | Datasoft                   | Seconde Guerre mondiale          | Simule la poursuite du cuirassé Bismarck                                                         | PC                                                       |
| 1987  | Blitzkrieg at the Ardennes                                | Al et Joseph Benincasa            | Command Simulations        | Seconde Guerre mondiale          | Simule la bataille des Ardennes                                                                  | Amiga, PC                                                |
| 1987  | Blue Powder, Grey Smoke                                   | Ralph Bosson                      | Gardé                      | Guerre de Sécession              | Simule des batailles de la Guerre de Sécession                                                   | Apple II, C64, PC                                        |
| 1987  | Borodino 1812: Napoleon In Russia                         |                                   | Krentek Software           | Guerres napoléoniennes           | Simule la bataille de la Moskova,                                                                | Atari 8-bit, C64, PC                                     |
| 1987  | Guderian                                                  | Software Associates               | Avalon Hill                |                                  | Adaptation du jeu de société éponyme de Jim Dunnigan,                                            | Apple II, Atari 8-bit, C64                               |
| 1987  | Halls of Montezuma                                        | Strategic Studies Group           | Strategic Studies Group    | Divers                           | Retrace l'histoire de l'United States Marine Corps ,                                             | Apple II, Amiga, C64, PC, Mac                            |
| 1987  | High Seas                                                 | Ralph Bosson                      | Gardé                      | Historique                       | Simule des combats navals au 18e siècle,                                                         | Apple II, PC                                             |
| 1987  | Legions of Death                                          |                                   | M. C. Lothlorien           | Antiquité                        | Simule la confrontation maritime entre Rome et Carthage                                          | ZX Spectrum                                              |
| (?)   | Mare Nostrum                                              | Owen P. Hall                      | General Quarters           | Seconde Guerre mondiale          | Simulation de combat naval entre la Royal Navy et la flotte italienne                            | Apple II, PC                                             |
| (?)   | Marianas Turkey Shoot                                     | Owen P. Hall                      | General Quarters           | Seconde Guerre mondiale          | Simulation de combat naval entre porte-avions                                                    | Apple II, PC                                             |
| (?)   | Metz-Cobra                                                | (?)                               | DKG                        | Seconde Guerre mondiale          | Simule le débarquement en Normandie                                                              | Atari 8-bit, C64                                         |
| 1987  | Midway: The Battle That Doomed Japan                      | Owen P. Hall                      | General Quarters           | Seconde Guerre mondiale          | Simule la bataille de Midway                                                                     | PC                                                       |
| 1987  | Moscow Campaign                                           | Stephen St. John                  | Simulations Canada         | Seconde Guerre mondiale          | Simule les opérations Typhoon et White Storm                                                     | Apple II, Atari ST, PC                                   |
| 1987  | Panzer Strike                                             | Gary Grigsby                      | Strategic Simulations      | Seconde Guerre mondiale          | Simule des batailles de tanks                                                                    | Apple II,C64, PC, Atari ST                               |
| 1987  | Patton Versus Rommel                                      | Chris Crawford                    | Electronic Arts            | Seconde Guerre mondiale          | Simule l'opération Cobra                                                                         | C64, PC, Mac                                             |
| 1987  | Pegasus Bridge                                            | Personal Software Services        | Personal Software Services | Seconde Guerre mondiale          | Simule une opération de parachutage visant à sécuriser un pont lors du débarquement de Normandie | C64, ZX Spectrum, Amstrad CPC                            |
| 1987  | Power at Sea                                              | (?)                               | Accolade                   | Seconde Guerre mondiale          | Simule la bataille du golf de Leyte                                                              | C64                                                      |
| 1987  | Rebel Charge at Chickamauga                               | Chuck Kroegel, David Landrey      | Strategic Simulations      | Guerre de Sécession              | Simule la bataille de Chickamauga                                                                | Apple II, Atari 8-bit,Amiga, C64, PC                     |
| (?)   | Rising Sun, The                                           | Owen P. Hall                      | General Quarters           | Guerre russo-japonaise           | Simulation de combat naval pendant la guerre russo-japonaise                                     | Apple II, PC                                             |
| 1987  | Road to Moscow                                            | Phil Gardocki, Greg Mojher        | Game Designers' Workshop   | Seconde Guerre mondiale          | Simulation des combats sur le front de l’Est                                                     | C64                                                      |
| 1987  | Roadwar Europa                                            | Westwood Associates               | Strategic Simulations      | Post-apocalyptique               | Suite de Roadwar 2000                                                                            | Apple II, C64, PC, Atari ST, Amiga                       |
| 1987  | Russia: The Great War in the East 1941-1945               | Strategic Studies Group           | Strategic Studies Group    | Seconde Guerre mondiale          | Simule les combats sur le front de l’Est                                                         | Apple II, C64                                            |
| 1987  | Shiloh: Grant's Trial in the West                         | Chuck Kroegel, David Landrey      | Strategic Simulations      | Guerre de Sécession              | Simule la bataille de Shiloh                                                                     | Apple II, C64, PC, Atari ST                              |
| 1987  | Sons of Liberty                                           | Chuck Kroegel, David Landrey      | Strategic Simulations      | Guerre de Sécession              | Simule des batailles de la guerre d'indépendance des États-Unis                                  | Apple II, Atari 8-bit,C64, PC, Atari ST, Amiga           |
| 1987  | Sorcerer Lord                                             |                                   | Personal Software Services | Fantasy                          |                                                                                                  | ZX Spectrum, Amstrad CPC                                 |
| 1987  | Stalingrad Campaign                                       | Bill Nichols                      | Simulations Canada         | Seconde Guerre mondiale          | Simule la campagne de Russie,                                                                    | Apple II, Atari ST, C64, PC                              |
| 1987  | Strike Fleet                                              | LucasArts                         | LucasArts                  | Contemporain                     | Simulation de combat naval moderne                                                               | Apple II, Amiga, C64, PC                                 |
| 1987  | Tobruk                                                    | Data Design Systems               | Personal Software Services | Seconde Guerre mondiale          | Simule le siège de Tobrouk de la guerre du désert                                                | C64, ZX Spectrum, Amstrad CPC                            |
| 1987  | Yankee                                                    | Ken Wright                        | Cases Computer Simulations | Guerre de Sécession              | Simule les batailles de Gettysburg et Chickamauga                                                | ZX Spectrum                                              |
| 1987  | Zulu War                                                  | Astros Productions                | Cases Computer Simulations | Guerre anglo-zouloue             |                                                                                                  | ZX Spectrum                                              |
|       |                                                           |                                   |                            |                                  |                                                                                                  |                                                          |
| 1988  | Annals of Rome                                            | Level 9 Computing                 | Personal Software Services | Antiquité                        | Une simulation à l’échelle de la grande stratégie de l’Empire romain                             | C64, PC, Atari ST, Amiga                                 |
| 1988  | Battle of the Bulge                                       | Carl Carpenter                    | Ark Royal                  | Seconde Guerre mondiale          | Simule la bataille des Ardennes                                                                  | PC                                                       |
| 1988  | Battleship                                                | (?)                               | Epyx                       | Seconde Guerre mondiale          | [ A 14 ]                                                                                         | Amiga, Atari ST, C64, PC                                 |
| 1988  | Battles of Napoleon                                       | Chuck Kroegel, David Landrey      | Strategic Simulations      | Guerres napoléoniennes           | Simule des batailles des campagnes de Napoléon                                                   | Apple II, C64, DOS                                       |
| 1988  | Borodino                                                  | Peter Turcan                      | Atari                      | Guerres napoléoniennes           | Simule la bataille de la Moskova                                                                 | Atari ST, Amiga, PC                                      |
| 1988  | Civil War                                                 | Steve Estvanik                    | Avalon Hill                | Guerre de Sécession              | Simule la guerre de Sécession. Basé sur le jeu de plateau éponyme                                | PC                                                       |
| 1988  | Decisive Battles of the American Civil War: Volume I      | Strategic Studies Group           | Strategic Studies Group    | Guerre de Sécession              | Simule des batailles de la guerre de Sécession                                                   | Apple II, C64, PC, Mac                                   |
| 1988  | Decisive Battles of the American Civil War: Volume II     | Strategic Studies Group           | Strategic Studies Group    | Guerre de Sécession              | Simule des batailles de la guerre de Sécession                                                   | Apple II, C64, PC                                        |
| 1988  | Grand Fleet                                               | J. Baker                          | Simulations Canada         | Première Guerre mondiale         | Simulation de combat naval couvrant la période 1906-1920                                         | Atari ST, PC                                             |
| 1988  | In Harm's Way                                             | Bill Nichols                      | Simulations Canada         | Seconde Guerre mondiale          | Simulation de combat naval dans le Pacifique entre 1943 et 1944                                  | Apple II, Amiga, Atari ST, C64, PC                       |
| 1988  | Long Lance                                                | Bill Nichols                      | Simulations Canada         | Seconde Guerre mondiale          | Simulation de combat naval dans le Pacifique en 1942                                             | Apple II, Amiga, Atari ST, C64, PC                       |
| 1988  | MacArthur's War: Battles for Korea                        | Strategic Studies Group           | Strategic Studies Group    | Guerre de Corée                  | Simule des batailles de la guerre de Corée                                                       | Apple II, C64, DOS                                       |
| 1988  | Overlord                                                  | Ken Wright                        | Cases Computer Simulations | Seconde Guerre mondiale          | Simule la bataille de Normandie                                                                  | Atari ST, ZX Spectrum                                    |
| 1988  | Red Storm Rising                                          | Sid Meier                         | MicroProse                 | Contemporain                     | Simulation d’opérations sous-marines                                                             | Amiga, Atari ST, C64, PC                                 |
| 1988  | Rommel at El Alamein                                      | Bill Nichols                      | Simulations Canada         | Seconde Guerre mondiale          | Simule les batailles d'El-Alamein                                                                | Apple II, Atari ST, PC                                   |
| 1988  | Rommel: Battles for North Africa                          | Strategic Studies Group           | Strategic Studies Group    | Seconde Guerre mondiale          | Simule la campagne d'Afrique du Nord                                                             | Apple II, C64, DOS                                       |
| 1988  | Stalingrad                                                | Ken Wright                        | Cases Computer Simulations | Seconde Guerre mondiale          | Simule la bataille de Stalingrad                                                                 | ZX Spectrum                                              |
| 1988  | Star Command                                              | Strategic Simulations             | Strategic Simulations      | Science-fiction                  | Adaptation du jeu de plateau éponyme                                                             | Amiga, DOS, Atari ST                                     |
| 1988  | Steel Thunder                                             | Tom Loughry                       | Accolade                   |                                  | Simulation de tank orienté arcade                                                                | C64, PC                                                  |
| 1988  | Thud Ridge                                                | Acme Animations                   | Three-Sixty Pacific        | Guerre du Viêt Nam               | Simulation de combat aérien                                                                      | Amiga, PC                                                |
| 1988  | Typhoon of Steel                                          | Gary Grigsby                      | Strategic Simulations      | Seconde Guerre mondiale          | Suite de Panzer Strike                                                                           | Amiga, Apple II, C64, PC                                 |
| 1988  | UMS: The Universal Military Simulator                     | Ezra Sidran                       | Rainbird                   | Guerres napoléoniennes           | Simule des batailles des Guerres napoléoniennes,                                                 | Amiga, Atari ST, PC, Mac                                 |
|       |                                                           |                                   |                            |                                  |                                                                                                  |                                                          |
| 1989  | Action in the North Atlantic                              | Owen P. Hall                      | General Quarters           | Seconde Guerre mondiale          | Simule l’opération Silberfuchs                                                                   | Apple II, PC                                             |
| (?)   | Action off the River Platte                               | Owen P. Hall                      | General Quarters           | Seconde Guerre mondiale          | Simule la poursuite et la destruction de l’Admiral Graf Spee                                     | Apple II, PC                                             |
| 1989  | Action Stations                                           | Alan Zimm                         | RAW                        | Seconde Guerre mondiale          | Simule des combats navals de la période 1922-1945                                                | Amiga, PC                                                |
| (?)   | Air Raid Pearl Harbor                                     | Owen P. Hall                      | General Quarters           | Seconde Guerre mondiale          | Simule l’attaque de Pearl Harbor                                                                 | Apple II, PC                                             |
| 1989  | Ancient Battles                                           | Robert T. Smith                   | Cases Computer Simulations | Antiquité                        | Simule des batailles antiques                                                                    | PC, Atari ST, C64, ZX Spectrum                           |
| 1989  | Armada                                                    | Peter Turcan                      | Atari                      | Guerre anglo-espagnole           | Simule la défaite de l’Invincible Armada                                                         | Atari ST, Amiga, PC                                      |
| 1989  | Austerlitz                                                | Personal Software Services        | Mirrorsoft                 | Guerres napoléoniennes           | Simule la bataille d'Austerlitz                                                                  | Amiga, Atari ST, PC                                      |
| 1989  | Austerlitz 1805                                           | Ken Wright                        | Cases Computer Simulations | Guerres napoléoniennes           | Simule la bataille d'Austerlitz                                                                  | ZX Spectrum                                              |
| 1989  | Decisive Battles of the American Civil War: Volume III    | Strategic Studies Group           | Strategic Studies Group    | Guerre de Sécession              | Simule des batailles de la guerre de Sécession                                                   | Apple II, C64, PC                                        |
| 1989  | Dive Bomber                                               | Acme Animation                    | Epyx                       | Seconde Guerre mondiale          | Simule la poursuite du cuirassé Bismarck                                                         | Apple II, Amiga, Atari ST, C64, PC                       |
| 1989  | Fire Brigade                                              |                                   | Panther                    | Seconde Guerre mondiale          | Simulation de combats près de Kiev en 1943                                                       | PC, Mac                                                  |
| 1989  | First Over Germany                                        | John Gray                         | Strategic Simulations      | Seconde Guerre mondiale          | Simule la première offensive contre l'Allemagne                                                  | C64, PC                                                  |
| (?)   | German Raider Atlantis                                    | Owen P. Hall                      | General Quarters           | Seconde Guerre mondiale          | Simulation de combat naval                                                                       | Apple II, PC                                             |
| 1989  | Harpoon                                                   | Three-Sixty Pacific               | Three-Sixty Pacific        | Guerre froide                    | Simule des combats navals entre l'OTAN et l'URSS                                                 | DOS – Amiga, Mac                                         |
| 1989  | Joan of Arc: Siege and the Sword                          | Carlo Perconti                    | Brøderbund Software        | Médiéval                         | Simule la Guerre de Cent Ans                                                                     | Atari ST, Amiga, PC                                      |
| 1989  | Kriegsmarine                                              | Steve Newberg, James Baker        | Simulations Canada         | Seconde Guerre mondiale          | Simulation de combat naval tactiques dans l’Atlantique                                           | Amiga, Atari ST, PC                                      |
| 1989  | Lords of the Rising Sun                                   | Doug Barnett                      | Cinemaware                 | Médiéval                         | Simule l’unification du Japon médiéval                                                           | Amiga                                                    |
| 1989  | Miracle at Midway                                         | Owen P. Hall                      | General Quarters           | Seconde Guerre mondiale          | Simule la bataille de Midway                                                                     | Apple II, PC                                             |
| 1989  | North and South                                           | Stéphane Bauder                   | Infogrames                 | Guerre de Sécession              | Adaptation en jeu de guerre de la bande-dessinée les Tuniques bleues                             | Atari ST, Amiga, PC                                      |
| 1989  | Overrun!                                                  | Gary Grigsby                      | Strategic Simulations      | Époque moderne                   | Simule des combats tactiques à l'époque moderne                                                  | Apple II, C64                                            |
| 1989  | Panzer Battles                                            | Strategic Studies Group           | Strategic Studies Group    | Seconde Guerre mondiale          | Simule des combats sur le front de l’Est                                                         | Apple II, C64, PC, Mac                                   |
| 1989  | Red Lightning                                             | Norm Koger                        | Strategic Simulations      | Guerre froide                    | Simule une hypothétique invasion de l'Europe centrale par l'URSS                                 | Amiga, Atari ST, PC                                      |
| (?)   | Return to Falklands                                       | Owen P. Hall                      | General Quarters           |                                  | Simulation la guerre des Falklands                                                               | Apple II, PC                                             |
| 1989  | Revolution '76                                            | Ed Bever                          | Britannica                 | Historique                       | Simule la révolution américaine                                                                  | PC                                                       |
| 1989  | Storm Across Europe                                       | Strategic Simulations             | Strategic Simulations      | Seconde Guerre mondiale          | Simule le déroulement de la Seconde Guerre mondiale en Europe                                    | Amiga, C64, PC, Atari ST                                 |
| 1989  | Sword of Aragon                                           | Russell Shilling                  | Strategic Simulations      | Fantasy                          | Simulation de guerre dans l’univers médiéval-fantastique d'Aragon                                | Amiga, PC                                                |
| 1989  | UMS Civil War Disk                                        | Ezra Sidran                       | Rainbird                   | Guerre de Sécession              | Extension de UMS. Couvre la Guerre de Sécession                                                  | PC                                                       |
| 1989  | Warlords                                                  | Strategic Studies Group           | Strategic Studies Group    | Fantasy                          | Simulation de guerre dans un univers médiéval-fantastique                                        | PC                                                       |
| 1989  | War of the Lance                                          | Strategic Simulations             | Strategic Simulations      | Fantasy                          | Simulation de guerre dans l'univers de Lancedragon                                               | Apple II, C64, PC                                        |
| 1989  | White Death                                               | Al et Joseph Benincasa            | Command Simulations        | Seconde Guerre mondiale          | Simule la bataille de Velikié Louki                                                              | Amiga, PC                                                |
|       |                                                           |                                   |                            |                                  |                                                                                                  |                                                          |
| 1990  | Austerlitz                                                |                                   | Cornerstone                | Guerres napoléoniennes           | Simule la bataille d'Austerlitz                                                                  | PC                                                       |
| 1990  | Battle Tank: Barbarossa to Stalingrad                     | Stephen Newburg, Stephen St. John | Simulations Canada         | Seconde Guerre mondiale          | Simule des combats tactiques sur le front de l'Est                                               | Amiga, Atari ST, PC                                      |
| 1990  | Blitzkrieg May 1940                                       | Ken Wright                        | Impressions Games          | Seconde Guerre mondiale          | Simule les combats sur le front de l’Est                                                         | Amiga, Atari ST                                          |
| 1990  | Command HQ                                                | Ozark Softscape                   | MicroProse                 | Divers                           | Simule en temps réel les Guerres mondiales et des conflits hypothétiques                         | PC, Mac                                                  |
| 1990  | Decision at Gettysburg                                    | Jeffrey Wickersham                | Tiglon                     | Guerre de Sécession              | Simule la campagne de Gettysburg                                                                 | PC                                                       |
| 1990  | Final Conflict, The                                       | Dave Kirby                        | Impressions Games          | Guerre froide                    | Simule un conflit à l'échelle mondiale                                                           | Amiga, Atari ST, IBM PC                                  |
| 1990  | Fireteam 2200                                             | Dave Nielsen                      | RAW                        | Science-fiction                  | Simule des combats dans un univers futuriste                                                     | Amiga, IBM PC                                            |
| 1990  | Malta Storm                                               | Robert Crandall                   | Simulations Canada         | Seconde Guerre mondiale          | Simulation de la bataille de la Méditerranée entre 1941 et 1942                                  | Amiga, Atari ST, PC                                      |
| 1990  | Operation Combat                                          | Scott Lamb                        | Merit                      |                                  | Un wargame abstrait permettant de jouer par modem                                                | Amiga                                                    |
| 1990  | Rorke's Drift                                             | Edward Grabowski                  | Impressions Games          | Période coloniale                | Simule la bataille de Rorke's Drift                                                              | Amiga, PC                                                |
| 1990  | Sands of Fire                                             | Gordon Walton                     | Three-Sixty Pacific        | Seconde Guerre mondiale          | Simule la guerre du désert                                                                       | PC, Mac                                                  |
| 1990  | Second Front: Germany Turns East                          | Gary Grigsby                      | Strategic Simulations      | Seconde Guerre mondiale          | Simule les combats sur le front de l’Est                                                         | Amiga, PC                                                |
| 1990  | Team Yankee                                               | Steven Green, Richard Horrocks    | Empire Interactive         | Guerre du Golfe                  | Simulation de conflits modernes de blindés                                                       | Amiga, Atari ST, PC                                      |
| 1990  | Waterloo                                                  | Peter Turcan                      | Strategic Simulations      | Guerres napoléoniennes           | Simule la bataille de Waterloo                                                                   | Amiga, PC, Atari ST                                      |
|       |                                                           |                                   |                            |                                  |                                                                                                  |                                                          |
| 1991  | Afrika Korps                                              | Ken Wright                        | Impressions Games          | Seconde Guerre mondiale          | Simule la campagne d'Afrique du Nord                                                             | Amiga, Atari ST                                          |
| 1991  | Banzai                                                    | Owen P. Hall                      | General Quarters           | Seconde Guerre mondiale          | Simule la dernière mission du cuirassé Yamato                                                    | Apple II, PC                                             |
| 1991  | Battleship Bismarck                                       | Owen P. Hall                      | General Quarters           | Seconde Guerre mondiale          | Simule la poursuite du cuirassé Bismarck                                                         | Apple II, PC                                             |
| 1991  | Battle Tank: Kursk to Berlin                              | Stephen Newburg, Stephen St. John | Simulations Canada         | Seconde Guerre mondiale          | Simule des combats tactiques sur le front de l'Est                                               | Amiga, Atari ST, PC                                      |
| 1991  | Big Three                                                 | Stephen D. Jones                  | SDJ                        | Seconde Guerre mondiale          | Simule le théâtre européen du conflit                                                            | PC                                                       |
| 1991  | Champion of the Raj                                       | Level 9 Computing                 | Personal Software Services | Période coloniale                | Simule les affrontements pour le contrôle de l’Inde                                              | Amiga, Atari ST, PC                                      |
| 1991  | Charge of the Light Brigade, The                          | Edward Grabowski                  | Impressions Games          | Guerre de Crimée                 | Simule la charge de la brigade légère de la bataille de Balaklava                                | Amiga, Atari ST, PC                                      |
| 1991  | Cohort                                                    | Edward Grabowski                  | Impressions Games          | Antiquité                        | Simulation de guerre à l’époque de l’Empire romain                                               | PC                                                       |
| 1991  | Conflict: Middle East                                     | Norm Koger                        | Strategic Simulations      | Guerre du Kippour                | Simule la guerre du Kippour et un conflit israélo-arabe hypothétique                             | Amiga, PC                                                |
| 1991  | Fleet Med                                                 | J. Baker                          | Simulations Canada         | Seconde Guerre mondiale          | Simulation de combat naval en méditerranée                                                       | Amiga, Atari ST, PC                                      |
| 1991  | Fort Apache                                               | Edward Grabowski                  | Impressions Games          | Conquête de l’Ouest              | Simule des affrontements dans le Far West                                                        | Amiga, Atari ST, PC                                      |
| 1991  | Medieval Lords: Soldier Kings of Europe                   | Martin Campion                    | Strategic Simulations      | Médiéval                         | Simulation de guerre se déroulant au Moyen Âge                                                   | PC                                                       |
| 1991  | No Greater Glory: The American Civil War                  | Ed Bever                          | Strategic Simulations      | Guerre de Sécession              | Simule la totalité de la guerre de Sécession                                                     | PC                                                       |
| 1991  | Pacific Storm: The Midway Campaign                        | R.C. Crandall                     | Simulations Canada         | Seconde Guerre mondiale          | Simule bataille de Midway                                                                        | Amiga, Atari ST, PC                                      |
| 1991  | Pacific Storm: The Solomons Campaign                      | R.C. Crandall                     | Simulations Canada         | Seconde Guerre mondiale          | Simule la campagne des îles Salomon                                                              | Amiga, Atari ST, PC                                      |
| 1991  | Patton Strikes Back                                       | Chris Crawford                    | Brøderbund Software        | Seconde Guerre mondiale          | Simule la bataille des Ardennes                                                                  | PC, Mac                                                  |
| 1991  | Perfect General, The                                      | Mark Baldwin                      | QQP                        | Seconde Guerre mondiale          | [ A 11 ]                                                                                         | Amiga, PC                                                |
| 1991  | Suez 73                                                   | Al et Joseph Benincasa            | RAW                        | Conflit israélo-arabe            | Simulation la bataille de Chinese Farm en 1973                                                   | Amiga, PC                                                |
| 1991  | UMS II                                                    | Ezra Sidran                       | MicroProse                 | Antiquité                        | Suite de UMS. Couvre la campagne d’Alexandre le Grand,                                           | Amiga, PC, Mac                                           |
| 1991  | V for Victory: Utah Beach                                 | Atomic Games                      | Three-Sixty Pacific        | Seconde Guerre mondiale          | Simule le débarquement en Normandie                                                              | PC, Mac                                                  |
| 1991  | Warrior of Rome                                           | Micronet                          | Micronet                   | Antiquité                        | Simule des batailles de l’armée romaine                                                          | Mega Drive                                               |
| 1991  | Western Front: The Liberation of Europe 1944-1945         | Gary Grigsby                      | Strategic Simulations      | Seconde Guerre mondiale          | Suite de Second Front: Germany Turns East                                                        | Amiga, PC                                                |
|       |                                                           |                                   |                            |                                  |                                                                                                  |                                                          |
| 1992  | A Line in the Sand                                        |                                   | Strategic Simulations      |                                  | Une adaptation du jeu de plateau éponyme                                                         | DOS                                                      |
| 1992  | Action Stations Scenario Disk                             | Alan Zimm                         | RAW                        | Seconde Guerre mondiale          | Extension de Action Stations                                                                     | Amiga, PC                                                |
| 1992  | Ancient Art of War in the Skies, The                      | Dave et Barry Murry               | MicroProse                 | Première Guerre mondiale         | Suite de The Ancient Art of War                                                                  | PC                                                       |
| 1992  | Air Force Commander                                       | David Lester                      | Impressions Games          | XXe siècle                       | (?)                                                                                              | PC                                                       |
| 1992  | Battle of Britain                                         | Rene Vidmer                       | Deadly Games               | Seconde Guerre mondiale          | Simule la bataille d'Angleterre                                                                  | Mac                                                      |
| 1992  | Campaign                                                  | Jonathan Griffiths                | Empire Interactive         | Seconde Guerre mondiale          | Simule les combats sur le front de l'Ouest                                                       | Amiga, Atari ST, PC                                      |
| 1992  | Carriers at War                                           | Strategic Studies Group           | Strategic Studies Group    | Seconde Guerre mondiale          | Remake de Carriers at War                                                                        | PC                                                       |
| 1992  | Carrier Strike: South Pacific                             | Gary Grigsby                      | Strategic Simulations      | Seconde Guerre mondiale          | Simule des combats navals                                                                        | PC                                                       |
| 1992  | Carrier Strike Expansion Disk                             | Gary Grigsby                      | Strategic Simulations      | Seconde Guerre mondiale          | Extension de Carrier Strike: South Pacific                                                       | PC                                                       |
| 1992  | Computer Diplomacy                                        | Ron Sutherland                    | Avalon Hill                | Première Guerre mondiale         | Nouvelle édition de Diplomacy                                                                    | Amiga, Atari ST, PC                                      |
| 1992  | Computer Third Reich                                      | Thalean Software                  | Avalon Hill                | Divers                           | Adaptation du jeu de plateau éponyme                                                             | Amiga, Atari ST, PC (DOS)                                |
| 1992  | Conflict: Korea the First Year 1950-51                    | Norm Koger                        | Strategic Simulations      | Guerre de Corée                  | Simule la première année de la guerre de Corée                                                   | Amiga, PC                                                |
| 1992  | Conquered Kingdoms                                        | Fogstone Games                    | QQP                        | Fantasy                          | Simulation de guerre dans un univers médiéval-fantastique                                        | PC                                                       |
| 1992  | Conquest of Japan                                         | Edward Grabowski                  | Impressions Games          | Médiéval                         | Simulation de guerre dans le Japon médiéval                                                      | Amiga, PC                                                |
| 1992  | Dreadnoughts                                              | Peter Turcan                      | Turcan Reasearch Systems   | Première Guerre mondiale         | Simulation de combat naval                                                                       | PC                                                       |
| 1992  | Eastfront                                                 | Craig Besinque                    | Columbia Games             | Seconde Guerre mondiale          | Simule les combats sur le front de l’Est                                                         | PC                                                       |
| 1992  | Gary Grigsby's Pacific War                                | Gary Grigsby                      | Strategic Simulations      | Seconde Guerre mondiale          | Simule la guerre du Pacifique                                                                    | PC                                                       |
| 1992  | Great Naval Battles: North Atlantic                       | Roy Gibson, Ed Bever              | Strategic Simulations      | Seconde Guerre mondiale          | Simule des batailles navales                                                                     | Amiga, PC                                                |
| 1992  | Great Naval Battles: America in the Atlantic              | Roy Gibson, Ed Bever              | Strategic Simulations      | Seconde Guerre mondiale          | Extension de Great Naval Battles                                                                 | Amiga, PC                                                |
| 1992  | Great Naval Battles: Scenario Builder                     | Roy Gibson, Ed Bever              | Strategic Simulations      | Seconde Guerre mondiale          | Extension de Great Naval Battles                                                                 | Amiga, PC                                                |
| 1992  | Heroes of the 357th                                       | Brian Hilchie, Dan Hoecke         | Electronic Arts            | (?)                              | (?)                                                                                              | Amiga, PC                                                |
| 1992  | Hundred Years War                                         | Jim Dunnigan, Al Nofi             | GEnie                      | Médiéval                         | Simule la guerre de Cent Ans                                                                     | PC, Mac                                                  |
| 1992  | Napoleon I: The Campaigns 1805-1814                       | Frank Hunter                      | RAW                        | Guerres napoléoniennes           | Simule les guerres napoléoniennes                                                                | Amiga, Atari ST                                          |
| 1992  | Patriot                                                   | Artech Studios                    | Three-Sixty Pacific        | Guerre du Golfe                  |                                                                                                  | PC                                                       |
| 1992  | Rise and Decline of the Third Reich, The                  | Thalean Software                  | Avalon Hill                |                                  | Adaptation du jeu de société éponyme                                                             | Amiga, Atari ST                                          |
| 1992  | Spoils of War                                             | German Design Group               | RAW                        | Historique                       | Simule la période des grandes découvertes                                                        | Amiga, PC                                                |
| 1992  | Theatre of War                                            | Bill Banks                        | Three-Sixty Pacific        | (?)                              | (?),                                                                                             | PC                                                       |
| 1992  | V for Victory: Velikiye Luki                              | Atomic Games                      | Three-Sixty Pacific        | Seconde Guerre mondiale          |                                                                                                  | PC, Mac                                                  |
| 1992  | Vikings                                                   | Brian Vodnik                      | Realism Entertainment      | Historique                       | [ P 8 ]                                                                                          | Amiga, PC                                                |
| 1992  | Perfect General World War II Scenario Disk, The           | Mark Baldwin                      | QQP                        | Seconde Guerre mondiale          | Extension de The Perfect General                                                                 | PC                                                       |
| 1992  | Sea Rogue                                                 | James R. Jones                    | MicroProse                 | [                                | Simulation économique                                                                            | PC                                                       |
| 1992  | Shadow President                                          |                                   | DC True                    | Guerre froide                    | Simulation politique                                                                             | PC                                                       |
| 1992  | Special Forces                                            | Sleepless Knights                 | MicroProse                 | (?)                              | (?)                                                                                              | Amiga, PC                                                |
| 1992  | Team Yankee 2: The Pacific Islands                        | (?)                               | Empire Interactive         |                                  | (?)                                                                                              | Amiga, Atari ST, PC                                      |
| 1992  | Warrior of Rome II                                        | Micronet                          | Micronet                   | Antiquité                        | Simule des batailles de l’armée romaine                                                          | Mega Drive                                               |
| 1992  | Warriors of Releyne                                       | Edward Grabowski                  | Impressions Games          | Fantasy                          | Wargame médiéval-fantastique                                                                     | Amiga, PC                                                |
|       |                                                           |                                   |                            |                                  |                                                                                                  |                                                          |
| 1993  | A House Divided                                           | Atomic Games                      | Three-Sixty Pacific        | Guerre de sécession              | Simule la première bataille de Bull Run                                                          | PC, Mac                                                  |
| 1993  | Aide de Camp                                              | Scott Hamilton                    | HPS                        | Divers                           | Programme destiné à la conversion de jeux de plateau en wargame sur ordinateur,                  | PC                                                       |
| 1993  | Blood and Iron: Battles of the Big Red One                | Paul Meyer                        | Twin Dolphins              | Seconde Guerre mondiale          | Simule des combats tactiques                                                                     | PC                                                       |
| 1993  | Campaign II                                               | Jonathan Griffiths                | Empire Interactive         | Guerre froide                    |                                                                                                  | Amiga, PC                                                |
| 1993  | Carriers at War: Construction Kit                         | Strategic Studies Group           | Strategic Studies Group    | Seconde Guerre mondiale          | Éditeur de scénarios pour Carriers at War                                                        | DOS                                                      |
| 1993  | Clash of Steel                                            | Martin Scholz                     | Strategic Simulations      | Seconde Guerre mondiale          | Simule le théâtre européen de la Seconde Guerre mondiale                                         | PC                                                       |
| 1993  | Cohort 2                                                  | Edward Grabowski                  | Impressions Games          | Antiquité                        | Version améliorée de Cohort                                                                      | PC                                                       |
| 1993  | Conquer for Windows                                       | Harold Habeck                     | Elpin                      | Divers                           | Un clone de Empire                                                                               | PC (Windows)                                             |
| 1993  | Empire Deluxe                                             | Walter Bright, Bob Rakowsky       | New World Computing        | Première Guerre mondiale         | Remake de Empire                                                                                 | PC                                                       |
| 1993  | Gary Grigsby's War in Russia                              | Gary Grigsby                      | Strategic Simulations      | Seconde Guerre mondiale          | Simule les combats sur le front de l'Est                                                         | DOS                                                      |
| 1993  | Global Domination                                         | Impressions Games                 | Impressions Games          |                                  |                                                                                                  |                                                          |
| 1993  | Great Naval Battles: Super Ships of the Atlantic          | Roy Gibson, Ed Bever              | Strategic Simulations      | Seconde Guerre mondiale          | Extension de Great Naval Battles                                                                 | Amiga, PC                                                |
| 1993  | Great Naval Battles II                                    | IO Design Group                   | Strategic Simulations      | Seconde Guerre mondiale          | Simule des batailles navales                                                                     | DOS                                                      |
| 1993  | High Command                                              | Gregg Carter, Joey Nonnast        | Three-Sixty Pacific        | (?)                              | (?)                                                                                              | PC                                                       |
| 1993  | History Line: 1914-1918                                   | Blue Byte Software                | Ubisoft                    | Première Guerre mondiale         | Simule des batailles de la Première Guerre mondiale                                              | Amiga, PC                                                |
| 1993  | Jutland                                                   | (?)                               | Sorcery Software           | Première Guerre mondiale         | Simulation de combat naval                                                                       | PC                                                       |
| 1993  | Kingmaker                                                 | Paul Cockburn, Graham Lilley      | Avalon Hill                | Médiéval                         | Simule la guerre des Deux-Roses                                                                  | PC                                                       |
| 1993  | Nord et Sud                                               | Edward Grabowski                  | Impressions Games          | Guerre de Sécession              | Simule la guerre de Sécession                                                                    | Amiga, PC                                                |
| 1993  | Operation Market Garden                                   |                                   | MPG Net                    | Seconde Guerre mondiale          | Une version en ligne d’un pont trop loin                                                         | PC                                                       |
| 1993  | Perfect General Greatest Battles of the 20th Century, The | Mark Baldwin                      | QQP                        | Seconde Guerre mondiale          | Extension de The Perfect General                                                                 | PC                                                       |
| (?)   | Rapcon                                                    | Robert Wesson                     | Wesson International       |                                  | Version militaire de Tracon                                                                      | PC                                                       |
| 1993  | Red Sky at Morning                                        | Steven Newburg                    | Simulations Canada         | Guerre froide                    | Simulation d’un conflit naval mondial                                                            | PC                                                       |
| 1993  | Sid Meier's Civil War                                     | Sid Meier                         | MicroProse                 | Guerre de Sécession              | Simule la guerre de Sécession                                                                    | PC                                                       |
| 1993  | SEAL Team                                                 | Andre Gagnon, Howard Hays-Eberts  | Electronic Arts            | Guerre du Viêt Nam               | Simulation d’opération spéciale                                                                  | PC                                                       |
| 1993  | Team Yankee 3: War in the Gulf                            | (?)                               | Empire Interactive         | Guerre du Golfe                  | (?)                                                                                              | Amiga, PC                                                |
| 1993  | V for Victory: Market Garden                              | Atomic Games                      | Three-Sixty Pacific        | Seconde Guerre mondiale          | Simule l’opération Market Garden                                                                 | PC, Mac                                                  |
| 1993  | V for Victory: Gold-Juno-Sword                            | Atomic Games                      | Three-Sixty Pacific        | Seconde Guerre mondiale          | Simule le débarquement en Normandie                                                              | PC, Mac                                                  |
| 1993  | Warlords II                                               | Strategic Studies Group           | Strategic Studies Group    | Médiéval-fantastique             | Suite de Warlords                                                                                | DOS, Macintosh, Windows Mobile                           |
| 1993  | When Two Worlds War                                       | Edward Grabowski                  | Impressions Games          | Science-fiction                  |                                                                                                  |                                                          |
| 1993  | World War II: Battles of the South Pacific                |                                   | QQP                        | Seconde Guerre mondiale          | Simule la guerre du Pacifique                                                                    | PC (DOS)                                                 |
|       |                                                           |                                   |                            |                                  |                                                                                                  |                                                          |
| 1994  | Carriers at War II                                        | Strategic Studies Group           | Strategic Studies Group    | Seconde Guerre mondiale          | Suite de Carriers at War                                                                         | PC (DOS), Macintosh                                      |
| 1994  | D-Day                                                     | Edward Grabowski                  | Impressions Games          | Seconde Guerre mondiale          |                                                                                                  |                                                          |
| 1994  | Front Lines                                               | Impressions Games                 | Impressions Games          | Seconde Guerre mondiale          |                                                                                                  |                                                          |
| 1994  | Great Naval Battles III                                   | IO Design Group                   | Strategic Simulations      | Seconde Guerre mondiale          | Simule des batailles navales dans le pacifique                                                   | PC (DOS)                                                 |
| 1994  | Harpoon II                                                | Three-Sixty Pacific               | Three-Sixty Pacific        | Guerre froide                    |                                                                                                  |                                                          |
| 1994  | Iron Cross                                                | Phil Steinmeyer                   | New World Computing        | Seconde Guerre mondiale          |                                                                                                  |                                                          |
| 1994  | Operation Crusader                                        | Atomic Games                      | Avalon Hill                | Seconde Guerre mondiale          | Simule l'opération Crusader                                                                      | PC, Mac                                                  |
| 1994  | Panzer General                                            | Strategic Simulations             | Strategic Simulations      | Seconde Guerre mondiale          |                                                                                                  | 3DO, DOS, Mac, PS1, PC (Windows)                         |
| 1994  | Wargame Construction Set II: Tanks!                       | Roger Damon                       | Strategic Simulations      | Divers                           | Un programme permettant de créer ses propres scénarios de jeu de guerre                          | DOS                                                      |
| 1994  | Warlords II Scenario Builder                              | Strategic Studies Group           | Strategic Studies Group    | Médiéval-fantastique             | Éditeur de scénarios pour Warlords II                                                            | PC (DOS)                                                 |
|       |                                                           |                                   |                            |                                  |                                                                                                  |                                                          |
| 1995  | Battleground: Ardennes                                    | TalonSoft                         | TalonSoft                  | Seconde Guerre mondiale          | Simule la bataille des Ardennes                                                                  | PC                                                       |
| 1995  | Battleground 2: Gettysburg                                | TalonSoft                         | TalonSoft                  | Guerres napoléoniennes           | Simule la bataille de Gettysburg                                                                 | PC                                                       |
| 1995  | Civil War, The                                            | Adrian Earle                      | Empire Interactive         | Guerre de Sécession              |                                                                                                  | PC                                                       |
| 1995  | D-Day: America Invades                                    | Atomic Games                      | Avalon Hill                | Seconde Guerre mondiale          | Simule la bataille de Normandie                                                                  | PC, Mac                                                  |
| 1995  | Empire II: The Art of War                                 | Mark Baldwin, Bob Rakosky         | New World Computing        | Divers                           | Suite de Empire                                                                                  | PC                                                       |
| 1995  | Great Naval Battles IV                                    |                                   | Strategic Simulations      | Seconde Guerre mondiale          | Simule des batailles navales entre 1939 et 1942                                                  | DOS                                                      |
| 1995  | Perfect General II, The                                   | Mark Baldwin                      | QQP                        | Seconde Guerre mondiale          |                                                                                                  | DOS                                                      |
| 1995  | Stalingrad                                                | Atomic Games                      | Avalon Hill                | Seconde Guerre mondiale          | Simule la bataille de Stalingrad                                                                 | PC, Mac                                                  |
| 1995  | Steel Panthers                                            | Strategic Simulations             | Strategic Simulations      | Seconde Guerre mondiale          |                                                                                                  | DOS                                                      |
| 1995  | Warlords II Deluxe                                        | Strategic Studies Group           | Strategic Studies Group    | Médiéval-fantastique             | Version améliorée de Warlords II incluant notamment un éditeur de scénarios                      | DOS, Macintosh                                           |
|       |                                                           |                                   |                            |                                  |                                                                                                  |                                                          |
| 1996  | Allied General                                            | Strategic Simulations             | Strategic Simulations      | Seconde Guerre mondiale          | Simule des combats de la Seconde Guerre mondiale                                                 | DOS, Mac, PS1, PC (Windows)                              |
| 1996  | American Civil War: From Sumter to Appomattox             | Adanac Command Systems            | Interactive Magic          | Guerre de sécession              |                                                                                                  | PC                                                       |
| 1996  | Battleground 3: Waterloo                                  | TalonSoft                         | TalonSoft                  | Guerres napoléoniennes           | Simule la bataille de Waterloo                                                                   | PC                                                       |
| 1996  | Battleground 4: Shiloh                                    | TalonSoft                         | TalonSoft                  | Guerre de Sécession              | Simule la bataille de Shiloh                                                                     | PC                                                       |
| 1996  | Battleground 5: Antietam                                  | TalonSoft                         | TalonSoft                  | Guerre de Sécession              | Simule la bataille d'Antietam                                                                    | PC                                                       |
| 1996  | Close Combat                                              | Atomic Games                      | Microsoft                  | Seconde Guerre mondiale          | Simule la bataille de Normandie                                                                  | PC, Mac                                                  |
| 1996  | Fantasy General                                           | Strategic Simulations             | Strategic Simulations      | Médiéval-fantastique             | Adaptation de Panzer General dans un univers médiéval-fantastique                                | DOS                                                      |
| 1996  | Over the Reich                                            | Big Time Software                 | Avalon Hill                | Seconde Guerre mondiale          | Simule des combats aériens                                                                       | PC (Windows)                                             |
| 1996  | Robert E. Lee: Civil War General                          | Impressions Games                 | Sierra Entertainment       | Guerre de Sécession              |                                                                                                  |                                                          |
| 1996  | Star General                                              | Catware                           | Strategic Simulations      | Science-fiction                  | Adaptation de Panzer General dans un univers de science-fiction                                  | DOS, PC (Windows)                                        |
| 1996  | Steel Panthers II: Modern Battles                         | Strategic Simulations             | Strategic Simulations      | Seconde Guerre mondiale          | Deuxième opus de la série Steel Panthers                                                         | DOS                                                      |
| 1996  | Wargame Construction Set III: Age of Rifles 1846-1905     | Norm Koger                        | Strategic Simulations      | Divers                           | Un programme permettant de créer ses propres scénarios de jeu de guerre                          | DOS                                                      |
|       |                                                           |                                   |                            |                                  |                                                                                                  |                                                          |
| 1997  | Achtung Spitfire!                                         | Big Time Software                 | Avalon Hill                | Seconde Guerre mondiale          | Simule des combats aériens                                                                       | PC (Windows)                                             |
| 1997  | Ardennes Offensive                                        | Strategic Studies Group           | Strategic Simulations      | Seconde Guerre mondiale          | Simule la bataille des Ardennes                                                                  | PC (Windows)                                             |
| 1997  | Battleground 6: Napoleon in Russia                        | TalonSoft                         | TalonSoft                  | Guerres napoléoniennes           | Simule la campagne de Russie                                                                     | PC                                                       |
| 1997  | Battleground 7: Bull Run                                  | TalonSoft                         | TalonSoft                  | Guerre de Sécession              | Simule la première et la seconde bataille de Bull Run                                            | PC                                                       |
| 1997  | Battleground 8: Prelude to Waterloo                       | TalonSoft                         | TalonSoft                  | Guerres napoléoniennes           | Simule le prélude de la bataille de Waterloo                                                     | PC                                                       |
| 1997  | Civil War Generals II                                     | Impressions Games                 | Sierra Entertainment       | Guerre de Sécession              |                                                                                                  | PC                                                       |
| 1997  | Close Combat : Un pont trop loin                          | Atomic Games                      | Microsoft                  | Seconde Guerre mondiale          | Simule l'opération Market Garden                                                                 | PC, Mac                                                  |
| 1997  | Front de l'Est                                            | TalonSoft                         | TalonSoft                  | Seconde Guerre mondiale          | Simule des combats sur le Front de l'Est                                                         | PC                                                       |
| 1997  | Great Battles of Alexander, The                           | Erudite Software                  | Interactive Magic          | Antiquité                        | Simule la campagne d'Alexandre le Grand                                                          | PC (Windows)                                             |
| 1997  | Great Battles of Hannibal, The                            | Erudite Software                  | Interactive Magic          | Antiquité                        | Simule la deuxième guerre punique                                                                | PC (Windows)                                             |
| 1997  | Pacific General                                           | Strategic Simulations             | Strategic Simulations      | Seconde Guerre mondiale          |                                                                                                  | PC (Windows)                                             |
| 1997  | Panzer General II                                         | Strategic Simulations             | Strategic Simulations      | Seconde Guerre mondiale          | Deuxième opus de la série Panzer General                                                         | PC (Windows)                                             |
| 1997  | Sid Meier's Gettysburg!                                   | Firaxis Games                     | Electronic Arts            | Guerre de Sécession              | Simule en temps réel la bataille de Gettysburg                                                   | PC (Windows)                                             |
| 1997  | Steel Panthers III                                        | Strategic Simulations             | Strategic Simulations      | Époque moderne                   | Troisième opus de la série Steel Panthers                                                        | DOS, PC (Windows)                                        |
| 1997  | Warlords III: Reign of Heroes                             | Strategic Studies Group           | Strategic Studies Group    | Médiéval-fantastique             | Suite de Warlords et Warlords II                                                                 | PC (Windows)                                             |
|       |                                                           |                                   |                            |                                  |                                                                                                  |                                                          |
| 1998  | Close Combat III : Le Front russe                         | Atomic Games                      | Microsoft                  | Seconde Guerre mondiale          | Simule des combats sur le front de l'Est                                                         | PC                                                       |
| 1998  | Front de l'Ouest                                          | TalonSoft                         | TalonSoft                  | Seconde Guerre mondiale          | Simule des combats sur le front de l'Ouest                                                       | PC                                                       |
| 1998  | Great Battles of Caesar, The                              | Erudite Software                  | Interactive Magic          | Antiquité                        | Simule les batailles de Jules César                                                              | PC (Windows)                                             |
| 1998  | Liberation Day                                            | MicoMeq                           | Interactive Magic          | Science-fiction                  | Simule les batailles de Jules César                                                              | PC (Windows)                                             |
| 1998  | Operational Art of War, The                               | TalonSoft                         | TalonSoft                  | Seconde Guerre mondiale          | Simule des conflits entre 1939 et 1955                                                           | PC                                                       |
| 1998  | People's General                                          | Strategic Simulations             | Strategic Simulations      | Guerre froide                    |                                                                                                  | PC (Windows)                                             |
| 1998  | Semper Fi                                                 | Stanley Associates                | Interactive Magic          | Contemporain                     | Simule des batailles fictive du corps des Marines                                                | PC (Windows)                                             |
| 1998  | Warlords III: Darklords Rising                            | Strategic Studies Group           | Strategic Studies Group    | Médiéval-fantastique             | Version améliorée de Warlords III: Reign of Heroes                                               | PC (Windows)                                             |
|       |                                                           |                                   |                            |                                  |                                                                                                  |                                                          |
| 1999  | 12 O'Clock High: Bombing the Reich                        | TalonSoft                         | Take Two Interactive       | Seconde Guerre mondiale          | Simule les bombardements en Europe entre 1943 et 1945                                            | PC (Windows)                                             |
| 1999  | Battleground 9: Chickamauga                               | TalonSoft                         | TalonSoft                  | Guerre de Sécession              | Simule la bataille de Chickamauga                                                                | PC                                                       |
| 1999  | Battle of Britain                                         | TalonSoft                         | Take Two Interactive       | Seconde Guerre mondiale          | Simule la bataille d'Angleterre                                                                  | PC (Windows)                                             |
| 1998  | Close Combat IV : La Bataille des Ardennes                | Atomic Games                      | Strategic Simulations      | Seconde Guerre mondiale          | Simule la bataille des Ardennes                                                                  | PC                                                       |
| 1999  | East Front II                                             | TalonSoft                         | TalonSoft                  | Seconde Guerre mondiale          | Simule des combats sur le Front de l'Est                                                         | PC                                                       |
| 1999  | North vs. South: The Great American Civil War             | Erudite Software                  | Interactive Magic          | Guerre de Sécession              |                                                                                                  | PC                                                       |
| 1999  | Operational Art of War II: Modern Battles, The            | TalonSoft                         | Take Two Interactive       | Contemporain                     | Simule des conflits entre 1956 et 2000                                                           | PC                                                       |
| 1999  | Panzer General 3D: Assault                                | Strategic Simulations             | Strategic Simulations      | Seconde Guerre mondiale          | Troisième opus de la série Panzer General                                                        | PC (Windows)                                             |
| 1999  | Sid Meier's Antietam!                                     | Firaxis Games                     | Electronic Arts            | Guerre de Sécession              | Simule en temps réel la bataille d'Antietam                                                      | PC (Windows)                                             |
|       |                                                           |                                   |                            |                                  |                                                                                                  |                                                          |
| 1998  | Close Combat : Invasion Normandie                         | Atomic Games                      | Strategic Simulations      | Seconde Guerre mondiale          | Simule la bataille de Normandie                                                                  | PC                                                       |
| 2000  | Combat Mission: Beyond Overlord                           | Battlefront.com                   | cdv Software               | Seconde Guerre mondiale          | Simule la bataille de Normandie                                                                  | PC (Windows)                                             |
| 2000  | Panzer General III: Scorched Earth                        | Mattel                            | Mattel                     | Seconde Guerre mondiale          | Dernier opus de la série Panzer General                                                          | PC (Windows)                                             |
| 2000  | Rising Sun                                                | TalonSoft                         | Take Two Interactive       | Seconde Guerre mondiale          | Simule la guerre du Pacifique                                                                    | PC                                                       |
|       |                                                           |                                   |                            |                                  |                                                                                                  |                                                          |
| 2001  | Divided Ground: Middle East Conflict                      |                                   | TalonSoft                  | Conflit israélo-arabe            | Simule différents affrontements du conflit israélo-arabe                                         | PC                                                       |
| 2001  | Waterloo: Napoleon's Last Battle                          | BreakAway Games                   | Strategy First             | Guerres napoléoniennes           | Simule la bataille de Waterloo                                                                   | PC                                                       |
|       |                                                           |                                   |                            |                                  |                                                                                                  |                                                          |
| 2002  | Airborne Assault                                          | Panther Games                     | Battlefront.com            | Seconde Guerre mondiale          | Simule l'opération Market Garden                                                                 | PC                                                       |
| 2002  | Combat Mission: Barbarossa to Berlin                      | Battlefront.com                   | cdv Software               | Seconde Guerre mondiale          | Simule les batailles du front de l'Est entre 1941 et 1945                                        | PC (Windows)                                             |
| 2002  | Strategic Command: European Theater                       | Fury Software                     | Battlefront.com            | Seconde Guerre mondiale          | Simule des batailles du théâtre européen de la Seconde Guerre mondiale                           | PC (Windows)                                             |
| 2002  | Uncommon Valor: Campaign for the South Pacific            | 2 By 3 Games                      | Matrix Games               | Seconde Guerre mondiale          | Simule une tournure hypothétique de la guerre du Pacifique                                       | PC (Windows)                                             |
|       |                                                           |                                   |                            |                                  |                                                                                                  |                                                          |
| 2003  | G.I. Combat                                               | Freedom Games                     | Strategy First             | Seconde Guerre mondiale          | Simule la bataille de Normandie                                                                  | PC (Windows)                                             |
| 2003  | Korsun Pocket                                             | Strategic Studies Group           | Matrix Games               | Seconde Guerre mondiale          |                                                                                                  | PC (Windows)                                             |
|       |                                                           |                                   |                            |                                  |                                                                                                  |                                                          |
| 2004  | Combat Mission: Afrika Korps                              | Battlefront.com                   | cdv Software               | Seconde Guerre mondiale          | Simule la guerre du désert, la bataille de Crète et la campagne d'Italie                         | PC (Windows)                                             |
| 2004  | Decisive Battles of World War II: Battles in Normandy     | Strategic Studies Group           | Strategic Studies Group    | Seconde Guerre mondiale          | Simule la bataille de Normandie                                                                  | PC (Windows)                                             |
| 2004  | War in the Pacific: The Struggle Against Japan 1941-1945  | 2 By 3 Games                      |                            |                                  |                                                                                                  | PC (Windows)                                             |
|       |                                                           |                                   |                            |                                  |                                                                                                  |                                                          |
| 2005  | Decisive Battles of World War II: Battles in Italy        | Strategic Studies Group           | Strategic Studies Group    | Seconde Guerre mondiale          |                                                                                                  | PC (Windows)                                             |
| 2005  | Gary Grigsby's World at War                               | 2 By 3 Games                      | Matrix Games               | Seconde Guerre mondiale          | Simule la Seconde Guerre mondiale à l’échelle mondiale                                           | PC (Windows)                                             |
|       |                                                           |                                   |                            |                                  |                                                                                                  |                                                          |
| 2006  | Birth of America                                          | AGEOD                             | Nobilis                    | Guerre d'indépendance américaine | Simule la guerre d'indépendance américaine                                                       | PC (Windows)                                             |
| 2006  | Gary Grigsby's World at War A World Divided               | 2 By 3 Games                      | Matrix Games               | Seconde Guerre mondiale          | Simule la Seconde Guerre mondiale à l’échelle mondiale                                           | PC (Windows)                                             |
| 2006  | Strategic Command 2: Blitzkrieg                           | Fury Software                     | Battlefront.com            | Seconde Guerre mondiale          | Simule des batailles du théâtre européen de la Seconde Guerre mondiale                           | PC (Windows)                                             |
|       |                                                           |                                   |                            |                                  |                                                                                                  |                                                          |
| 2007  | American Civil War                                        | AGEOD                             | Nobilis                    | Guerre de Sécession              | Simule la guerre de Sécession                                                                    | PC (Windows)                                             |
| 2007  | Campagnes de Napoléon                                     | AGEOD                             | Nobilis                    | Guerres napoléoniennes           | Simule les guerres napoléoniennes                                                                | PC (Windows)                                             |
| 2007  | Combat Mission: Shock Force                               | Battlefront.com                   | Paradox Interactive        | Contemporain                     |                                                                                                  | PC (Windows)                                             |
|       |                                                           |                                   |                            |                                  |                                                                                                  |                                                          |
| 2008  | Kharkov: Disaster on the Donets                           | Strategic Studies Group           | Strategic Studies Group    | Seconde Guerre mondiale          | Simule une bataille sur le front de l’Est                                                        | PC (Windows)                                             |
| 2008  | Gary Grigsby's War Between the States                     | 2 By 3 Games                      |                            |                                  |                                                                                                  | PC (Windows)                                             |
| 2008  | Strategic Command WWII Pacific Theater                    | Fury Software                     | Battlefront.com            | Seconde Guerre mondiale          | Simule des batailles de la guerre du Pacifique                                                   | PC (Windows)                                             |
|       |                                                           |                                   |                            |                                  |                                                                                                  |                                                          |
| 2010  | Combat Mission: Afghanistan                               | Battlefront.com                   | Snowball Interactive       | Guerre d'Afghanistan             |                                                                                                  | PC (Windows)                                             |
| 2010  | Gary Grigsby's War in the East                            | 2 By 3 Games                      | Matrix Games               |                                  |                                                                                                  | PC (Windows)                                             |
| 2010  | Strategic Command WWII Global Conflict                    | Fury Software                     | Battlefront.com            | Seconde Guerre mondiale          | Simule le conflit à l'échelle mondiale                                                           | PC (Windows)                                             |
| 2010  | Hegemony: Philip of Macedon                               | Longbow Games                     |                            | Grèce antique                    | Simule l'expansion de la Macedonie                                                               | PC (Windows)                                             |
| 2011  | Panzer Corps                                              | Flashback Games                   | Slitherine                 | Seconde Guerre mondiale          |                                                                                                  | PC, Mac OS, iOS                                          |
| 2011  | Unity of Command                                          | 2x2 Games                         | 2x2 Games                  | Seconde Guerre mondiale          |                                                                                                  | PC, Mac OS                                               |
|       |                                                           |                                   |                            |                                  |                                                                                                  |                                                          |
| 2012  | Combat Mission: Fortress Italy                            | Battlefront.com                   | Battlefront.com            |                                  |                                                                                                  | PC (Windows)                                             |
| 2014  | Hegemony Rome: The Rise of Caesar                         | Longbow Games                     |                            | Rome antique                     | Simule la conquête de la Gaule                                                                   | PC (Windows)                                             |
| 2014  | Combat Mission: Red Thunder                               | Battlefront.com                   | Battlefront.com            |                                  |                                                                                                  | PC (Windows)                                             |
| 2014  | Gary Grigsby's War in the West                            | 2 By 3 Games                      |                            |                                  |                                                                                                  | PC (Windows)                                             |
| 2015  | Hegemony III: Clash of the Ancients                       | Longbow Games                     |                            | Italie préromaine                | Simule les conflits des tribus d'Italie avant la domination de la Rome                           | PC (Windows)                                             |
| 2016  | Wargame Red Dragon                                        | Eugen                             | Focus                      | Guerre froide                    | simule la Guerre froide en Asie à petite échelle                                                 | PC                                                       |

### Pre-20th Century Wargames
1. 1 2 3 4 5 6 7 8 9 10 11 12 13  Brooks 1993, p. 140.
2. 1 2 3 4 5 6 7  Brooks 1993, p. 139.
3. 1 2 3 4 5 6 7 8 9 10 11 12  Brooks 1993, p. 141.
4. 1 2 3 4 5 6 7 8 9 10 11 12 13 14 15  Brooks 1993, p. 137.
5. 1 2 3  Brooks 1990, p. 12.
6. 1 2 3 4 5 6  Brooks 1993, p. 138.
7. 1 2 3 4 5  Brooks 1993, p. 142.
8. 1 2 3 4 5 6 7 8  Brooks 1993, p. 143.
9. ↑  Brooks 1990, p. 70.

### 1900-1950's Wargames
1. ↑  Brooks, A-P, 1993, p. 118-127.
2. 1 2 3 4 5 6 7 8 9 10 11 12 13 14 15 16  Brooks, A-P, 1993, p. 122.
3. 1 2 3 4 5 6 7 8 9 10 11 12 13 14 15 16 17 18 19 20 21 22  Brooks, A-P, 1993, p. 126.
4. 1 2 3 4 5 6 7 8 9 10 11 12  Brooks, R-Z, 1993, p. 144.
5. 1 2 3 4 5 6 7 8 9 10 11 12 13 14 15  Brooks, A-P, 1993, p. 124.
6. 1 2 3 4  Brooks, R-Z, 1993, p. 147.
7. ↑  Brooks 1987, p. 6.
8. 1 2 3 4 5 6 7 8 9 10  Brooks, A-P, 1993, p. 121.
9. 1 2 3 4 5 6 7 8 9  Brooks, A-P, 1993, p. 123.
10. 1 2 3 4 5 6 7 8 9 10 11 12 13 14 15 16 17  Brooks, A-P, 1993, p. 125.
11. 1 2 3 4 5 6 7 8 9 10 11 12 13 14 15 16 17 18 19  Brooks, A-P, 1993, p. 127.
12. 1 2 3  Brooks, Part 2, 1991, p. 132.
13. 1 2 3 4 5  Brooks, A-P, 1993, p. 118.
14. 1 2 3 4 5 6 7 8 9 10 11 12 13 14 15 16 17 18 19  Brooks, A-P, 1993, p. 120.
15. 1 2 3  Brooks, Part 2, 1991, p. 134.
16. ↑  Brooks 1987, p. 48.
17. 1 2 3 4 5 6 7  Brooks, R-Z, 1993, p. 148.
18. 1 2  Brooks 1987, p. 7.
19. 1 2  Brooks, R-Z, 1993, p. 146.

### 1950-2000's Wargames
1. 1 2 3 4  Brooks 1994, p. 196.
2. 1 2 3 4  Brooks 1994, p. 198.
3. 1 2 3 4 5 6 7 8 9 10 11  Brooks 1994, p. 210.
4. 1 2  Brooks 1994, p. 202.
5. 1 2  Brooks 1994, p. 212.
6. 1 2 3  Brooks 1994, p. 206.
7. 1 2 3 4 5 6 7 8 9 10 11 12  Brooks 1994, p. 208.
8. 1 2  Brooks 1994, p. 200.
9. ↑  Brooks 1994, p. 203.
10. ↑  Brooks 1994, p. 194.

### Autres
1. ↑  Tringham 2014, Chapter 13 : Computer Wargames, p. 323.
2. ↑  Schwartz 1986, p. 140-142.
3. ↑  
(en)
Adam Barnes, « The Bluffer’s Guide to Turn-Based Strategy », Retro Gamer, no 133,‎ septembre 2014, p. 74-82.
4. ↑  Dunnigan 2000, Introduction, p. 17-18.
5. ↑  Dunnigan 2000, Computer Wargames, p. 247.
6. ↑  Sidran 1992, Computers at war, p. 24.
7. 1 2 3 4 5  Stormbringer 1984, p. 63.
8. 1 2 3 4 5 6 7 8  Stormbringer 1984, p. 62.
9. 1 2 3  Stormbringer 1984, p. 60.
10. 1 2 3 4 5 6 7 8  Stormbringer 1984, p. 58.
11. 1 2 3 4 5 6  Stormbringer 1984, p. 61.
12. ↑  
(en)
Johnny Wilson, « Micro-Reviews: Flying Tigers  », Computer Gaming World, vol. 3, no 6,‎ novembre 1983, p. 42-43.
13. 1 2 3 4  Schwartz 1986, p. 130-131.
14. 1 2  Schwartz 1986, p. 126-127.
15. ↑  Stormbringer 1984, p. 59.
16. 1 2 3 4  Schwartz 1986, p. 128-129.
17. 1 2  Schwartz 1986, p. 124-125.
18. 1 2 3  Schwartz 1986, p. 132-133.
19. 1 2  Schwartz 1986, p. 138.
20. 1 2  Schwartz 1986, p. 134.
21. ↑  
(en)
« Rommel: Battles for Tobruk », Computer Gaming World, no 32,‎ novembre 1986.
22. ↑  
(en)
« Borodino 1812: Napoleon In Russia  », Computer Gaming World, no 41,‎ novembre 1987.
23. ↑  
(en)
« Guderian », Computer Gaming World, no 40,‎ octobre 1987.
24. ↑  
(en)
« High Seas », Computer Gaming World, no 43,‎ janvier 1988.
25. ↑  
(en)
Evan Brooks, « Stalingrad Campaign  », Computer Gaming World, no 37,‎ mai 1987, p. 18-19.
26. ↑  
(en)
Evan Brooks, « It's Sudy Duty Time: A Preview of SSI's A Line In The sand », Computer Gaming World, no 101,‎ décembre 1992, p. 142.

### Listes dewargames

#### Pre-20th Century Wargames
- (en) Evan Brooks, « Computer Strategy and Wargames: Pre-20th Century », Computer Gaming World, no 75,‎ octobre 1990, p. 11-13, 70
- (en) Evan Brooks, « An Annotated Listing of Pre-20th Century Wargames », Computer Gaming World, no 107,‎ juin 1993, p. 136-143

#### 1900-1950's Wargames
- (en) Evan Brooks, « Kilobyte Was Here! An Annoted Bibliography of World War II Simulations », Computer Gaming World, no 37,‎ mai 1987, p. 6-7, 48
- (en) Evan Brooks, « Computer Strategy and Wargames: The 1900-1950 Epoch - Part I », Computer Gaming World, no 88,‎ novembre 1991, p. 138-146
- (en) Evan Brooks, « Computer Strategy and Wargames: The 1900-1950 Epoch - Part II », Computer Gaming World, no 89,‎ décembre 1991, p. 126-134
- (en) Evan Brooks, « Brooks’ Book of Wargames: 1900-1950, A-P », Computer Gaming World, no 110,‎ septembre 1993, p. 118-127
- (en) Evan Brooks, « Brooks’ Book of Wargames: 1900-1950, R-Z », Computer Gaming World, no 111,‎ octobre 1993, p. 144-148

#### 1950-2000's Wargames
- (en) Evan Brooks, « War In Our Time: A Survey of Wargames From 1950-2000 », Computer Gaming World, no 114,‎ janvier 1993, p. 194-212

#### Autres
- Stormbringer, « Dossier : Kriegspiel ! », Tilt, no 10,‎ mars 1984, p. 56-65
- Patrice Desmedt, Jacques Harbonn et Olivier Hautefeuille, « Dossier : Vagues à l'arme », Tilt, no 19,‎ mars 1985, p. 70-81
- Laurent Schwartz, « Dossier : Les fous de guerre », Tilt, no 37,‎ décembre 1986, p. 127-146

### Ouvrages
- (en) Ezra Sidran, «  Worlds at War: The history of wargames Part 2 », Computer Games Strategy Plus, no 23,‎ 1992, p. 20-27
- (en) James F. Dunnigan, Wargames Handbook : How to Play and Design Commercial and Professional Wargames, iUniverse, 2000, 417 p. (ISBN 978-0-595-15546-0, lire en ligne)
- (en) Neal Roger Tringham, Science Fiction Video Games, CRC Press, 2014, 110 p. (ISBN 978-1-4822-0389-9, lire en ligne)